# Château de Chailvet
Le château de Chailvet, domaine privé habité toute l'année, est classé parmi les monuments historiques de l'Aisne depuis 1984, situé à Royaucourt-et-Chailvet, à 130 km au Nord de Paris, près de Laon. Témoignage des goûts les plus novateurs de l'époque, sa façade est aujourd'hui le seul exemple d'architecture renaissance d'inspiration italienne de l'ancienne région Picardie.
Ce château est le fief historique des seigneurs de La Vieuville, ducs et pairs de France, très importante famille des XVIe et XVIIe siècles proches du roi, qui compta parmi ses membres à la fois un surintendant des finances sous Louis XIII et la fameuse Marie-Madeleine de la Vieuville, amante du régent.
Il fut acheté ensuite par une famille d'importance plus régionale, les Parat- Le Carlier - Charmolue de la Garde, avant de passer dans la famille Brunel d'importance locale.
Une visite extérieure est organisée lors des journées du patrimoine historique, occasion d'apprécier la restauration qui s'achève après 30 ans de travaux.
Cet article complète et précise les travaux de recherche de Maxime de Sars publiés dans son ouvrage Le Laonnois féodal.

## Originalité de l'architecture.
Les arcades du château de Chailvet sont une œuvre de style Renaissance, avec galerie superposée, une fantaisie d'inspiration italienne, genre absolument inconnu dans la région.
Construites probablement entre 1540 et 1555, les arcades avec galeries superposées sont flanquées de deux tours carrées placées en saillie, dont l'une abrite une large vis d'escalier. Les tours sont ornées chacune d'un dôme à tourelle circulaire. Bâties sur pilotis, les arcades sont séparées par des pilastres, qui, du bas au sommet, sont ornés de deux types de chapiteaux classiques. Le second étage est couronné de gros balustres à section carrée. La frise du premier étage est soulignée par un bandeau de gouttes, les œils-de-bœuf sont placés dans des cartouches à l'antique. L'ornementation du grand œil-de-bœuf de la tour de gauche est intacte.
La cour est entourée d'une petite enceinte, baignant son pied dans des douves, défendue non pas par des bastions, mais par des saillies de chétifs flanquements à chacun des quatre angles, comme au château de Muret (près de Soissons).
Le château est à l'écart du village. Son accès principal était un pont à deux piles de pierre, tourné vers la vallée. Un autre ponton de bois était orienté vers la ferme seigneuriale du village. Le colombier, en pierre de taille, circulaire, est remarquable. Cerclé de deux bandeaux à mouluration de la fin du XVIe siècle, ce colombier est certainement l'un des plus anciens et l'un des meilleurs exemples du Laonnois.
En juin 2009, des fouilles conduites par les services officiels du département de l'Aisne, sous la direction de monsieur Denis Defente ont démontré que ces arcades n'avaient pas de contrepartie sur la façade est du château. Des amorces de voûtes d'arcades repartent pourtant côtés Nord et Sud, et laissent penser que les travaux prévoyaient d'entourer le corps de logis aujourd'hui disparu. Seule subsiste une cave voutée non encore accessible dont l'entrée a été découverte lors de ces fouilles.

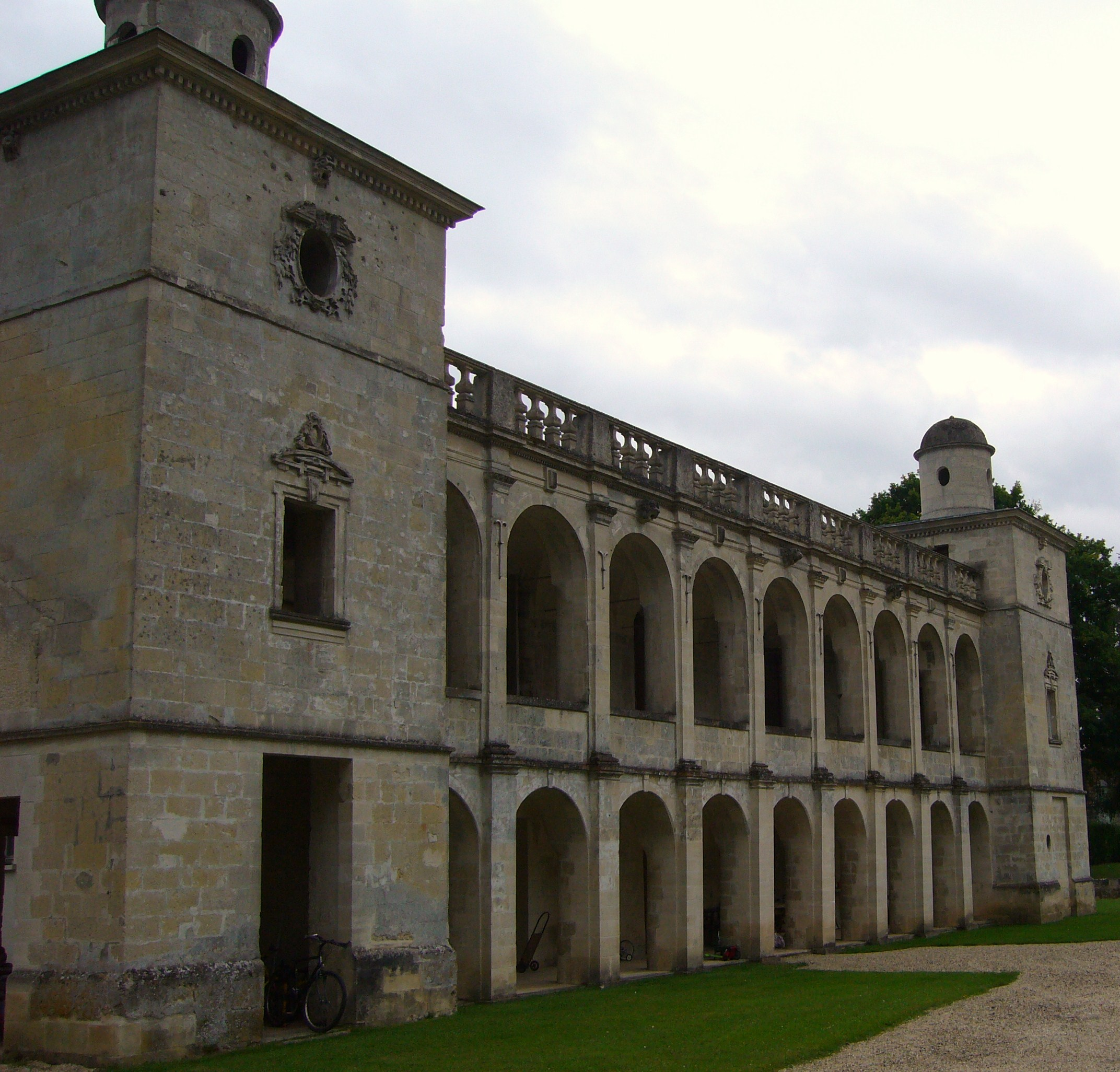
Façade ouest en 2008
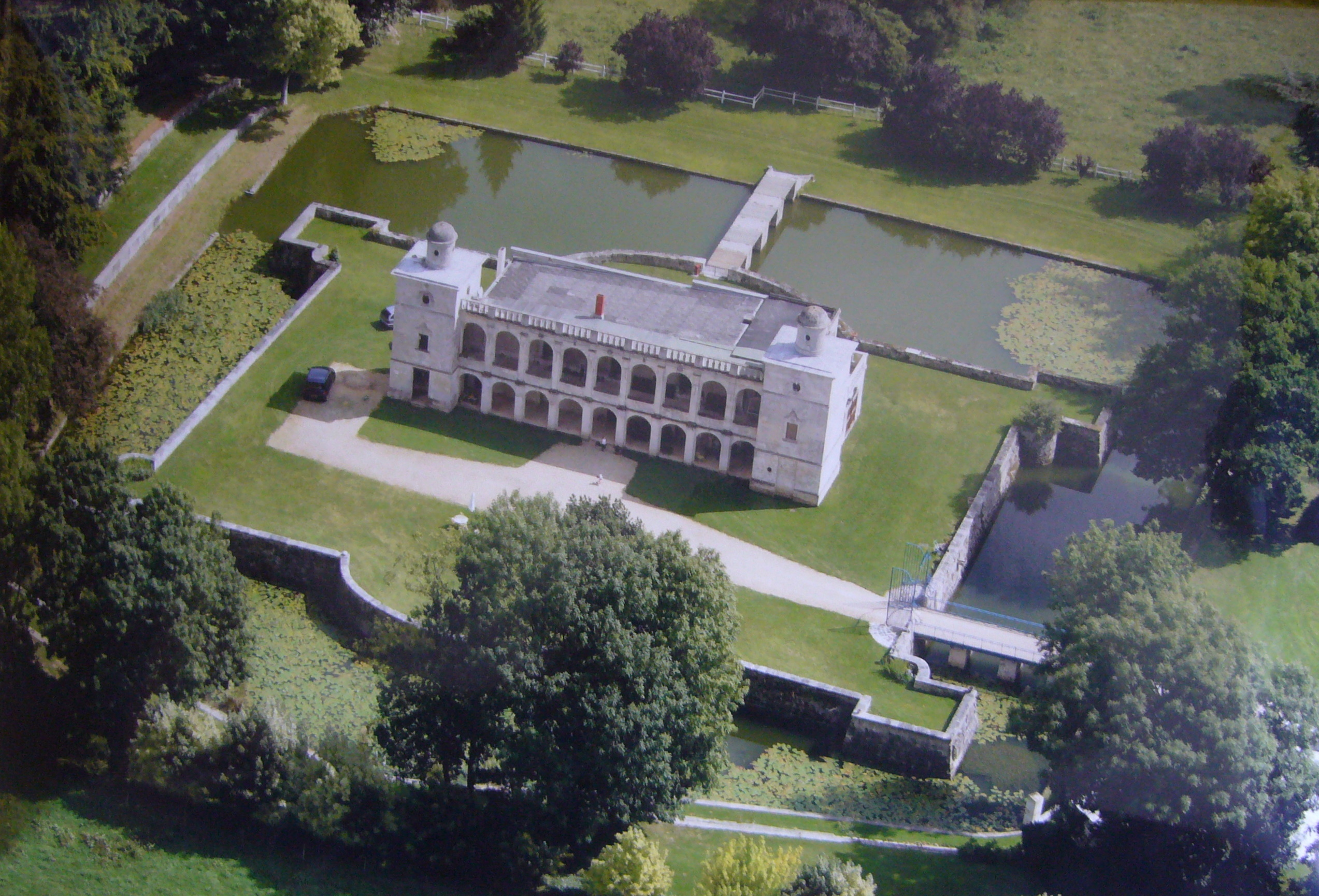
Vue aérienne du château et des douves 1995
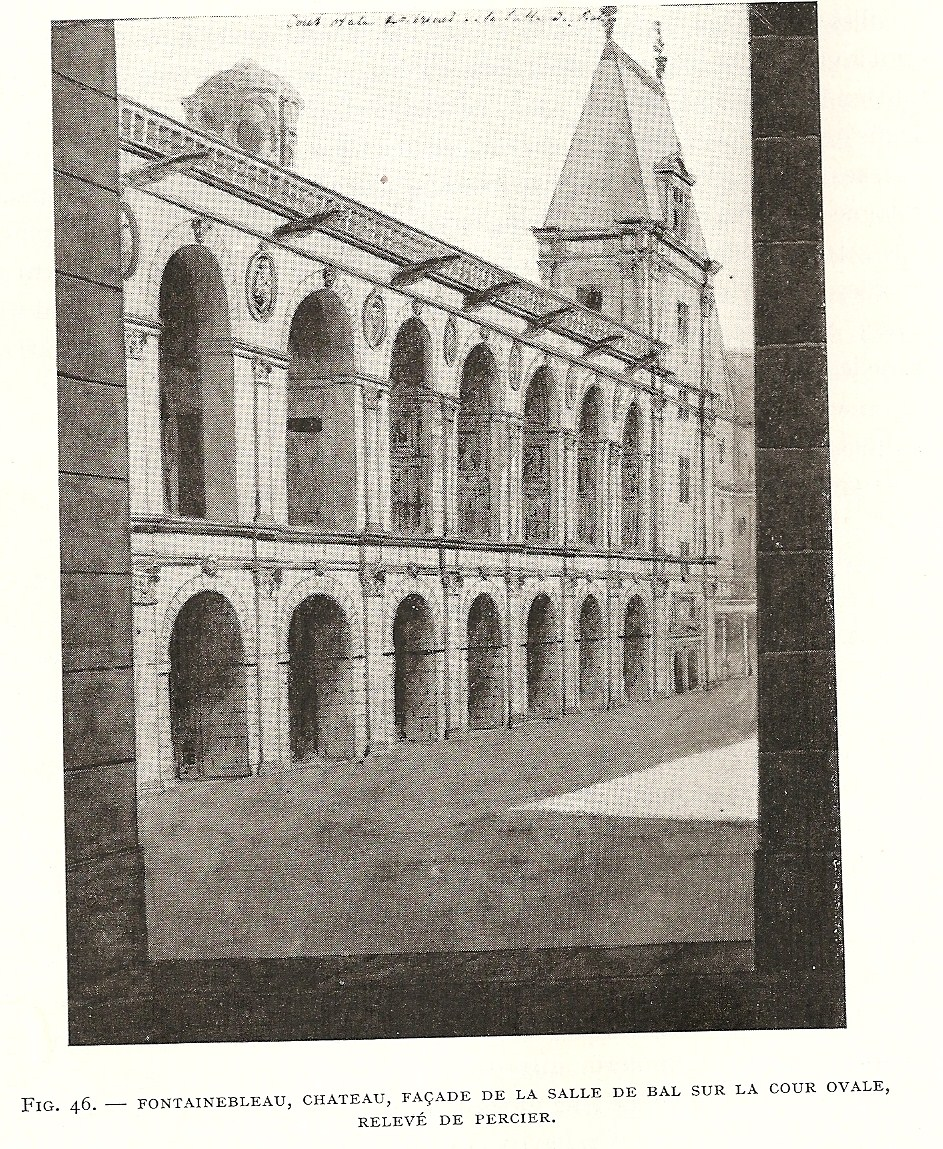
Fontainebleau, relevé de Charles Percier, peut-être exécuté à l'occasion de son livre sur Les Résidences des souverains de France, d'Allemagne, de Russie, etc. vers 1833
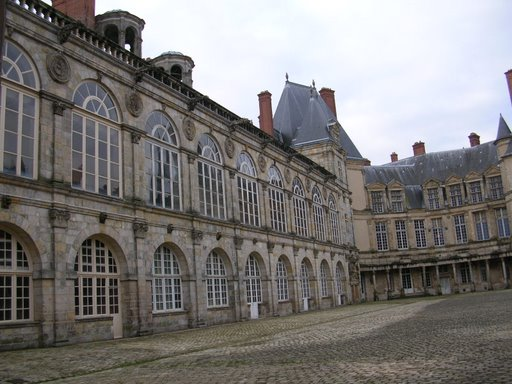
Fontainebleau, galerie de la Salle de Bal, côté Cour Ovale, aujourd'hui

Le relevé ci-dessus exécuté par Charles Percier de la façade de Fontainebleau, et la juxtaposition des photos contemporaines soulignent des similitudes d'architecture. Les modifications ultérieures similaires, comme la mise en place de fenêtres et la fermeture de la galerie témoignent que les propriétaires de Chailvet avaient conscience de ce lien.
Ces éléments conjugués à l'examen des plans d'avant 1914, qui précisent en particulier des épaisseurs de murs et la répartition des fenêtres sur les façades du corps de logis, laissent penser que Pierre de la Vieuville a conduit vers 1545-1555 un embellissement du manoir qu'il tenait de sa mère afin de le rapprocher du goût le plus récent. Il apparaît possible que l'ensemble des travaux prévus n'aient pas été conduits à leur terme, peut-être en raison de la mort de Catherine de la Vieuville et des besoins financiers importants de Pierre pour assumer sa place à la cour et mener sa carrière militaire.
Pierre de la Vieuville (voir ci-dessous) a peut-être souhaité s'inspirer des travaux conduits à Fontainebleau : il a probablement vécu enfant dans ce dernier, puis en tant que gentilhomme de la cour du roi y est probablement revenu régulièrement, à l'époque où François Ier puis son fils Henri II entreprennent également de modifier le « manoir » en lui ajoutant des éléments nouveaux : arcades et tours carrées (cour ovale, cour dite du Cheval Blanc).

## Historique des propriétaires
Le château a appartenu à peu de famille. On sait peu de choses de la famille de Saint-Waast par  laquelle le fief de Chailvet parvient dans la famille des seigneurs de la Vieuville au XVIe siècle. Pierre de la Vieuville y construisit le chateau sous sa forme actuelle. Puis en 1666, la propriété est vendue dans des conditions qu'il reste à éclairer à Claude Parat. Ses descendants furent probablement à l'origine des grandes modifications dont le témoignage nous est parvenue par l'intermédiaire des photographies de la famille Brunel au XIXe siècle. Enfin, la famille de Georges Louis Sourmais eut la grande douleur de voir les travaux de restauration conduits pendant l'entre-deux-guerres réduits à néant par l'explosion du corps principal du bâtiment lors de la seconde guerre mondiale.

### Fief des seigneurs de Vieuville
Vers 1510, Chailvet devient le fief des seigneurs de La Vieuville
Sébastien ou Bastien Coskaer de La Vieuville épouse Perrine de Saint-Waast en 1520 (vivante le 26 octobre 1520) , dame de Chailvet et d'Anizy, fille de d'Idoine de Vendômois et de Jehan de Saint-Waast seigneur de Simencourt. Ce dernier apparaît en  1462, comme seigneur de Chailvet, écuyer et serviteur de Monseigneur de Luxembourg, comte de Soissons.
Sébastien de La Vieuville, est le second fils de Jean de Coskaer et de Catherine Kerviher, seigneur de Farbus (1462). Il rejoint la cour de France lors du mariage d'Anne de Bretagne avec Charles VIII en 1491, peut-être sur ordre du  maréchal de Bretagne, Jean IV de Rieux, dont il fut enseigne (porte-drapeau) (montre de 1470) : en effet, le maréchal de Rieux négocia le mariage d'Anne de Bretagne, car il était à la fois son tuteur, et le commandant des armées bretonnes à la bataille de Saint-Aubin-du-Cormier le 28 juillet 1488.
Arrivé à la cour de France, Sébastien traduisit son nom « de Coskaer » en « La Vieuville », introduisant un conflit avec une famille picarde du même nom. Toutefois, leur arrivée en Picardie est plus ancienne car il semble que Jean I de Coskaer soit devenu par alliance seigneur de Farbus, en Artois, en 1462, titre que reprit Sébastien.
Sébastien de La Vieuville fut commissaire des guerres (27 avril 1522 - 28 septembre 1523). Homme d'armes des ordonnances du roi dans des montres de 1489 à 1505, reçues à Arras et Saint Quentin.

### Pierre de la Vieuville

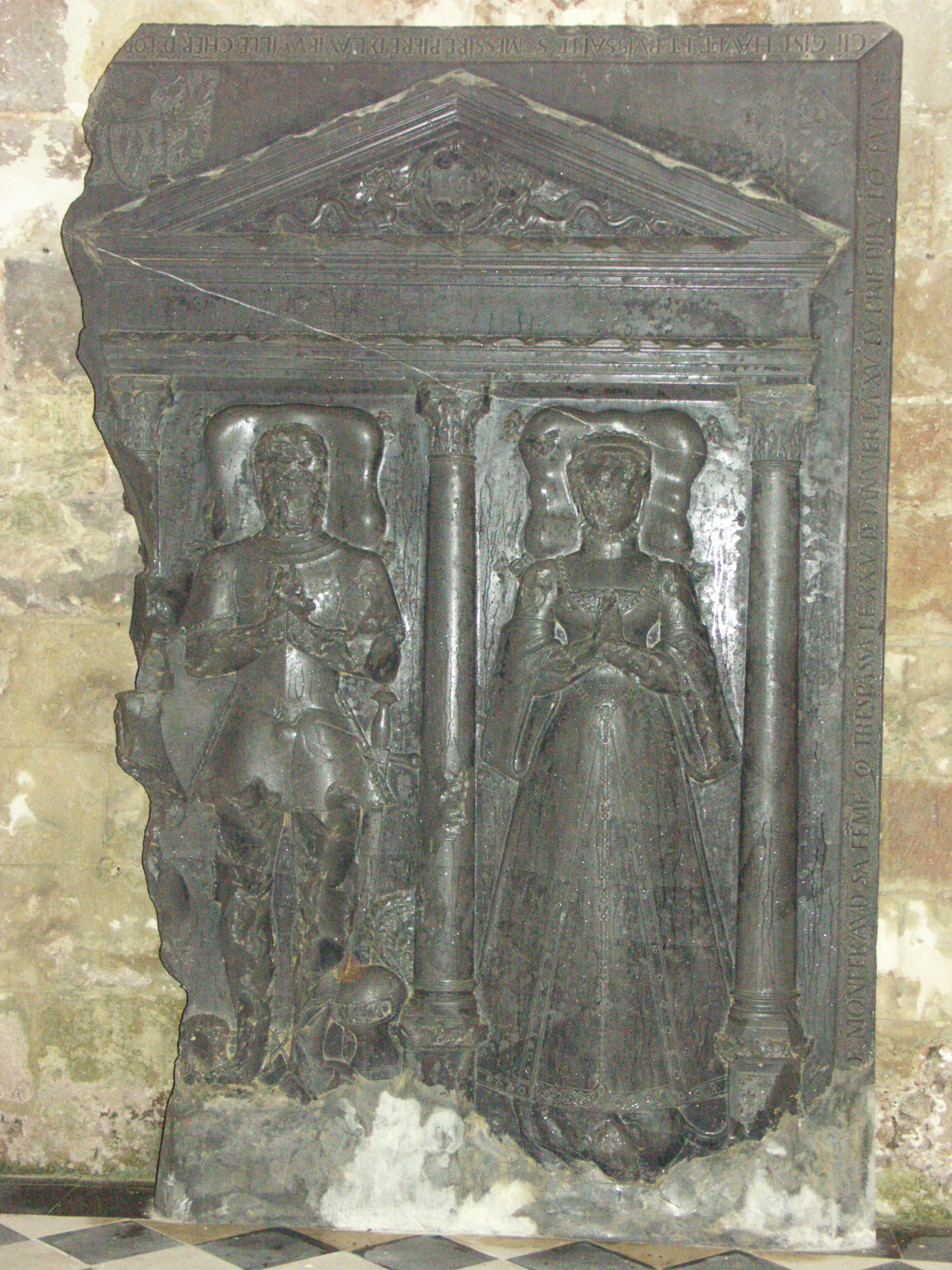
dalle funéraire de Pierre de la Vieuville et sa femme Catherine de la Taste - Église Saint-Julien de Royaucourt et Chailvet, inscrite parmi les monuments historiques
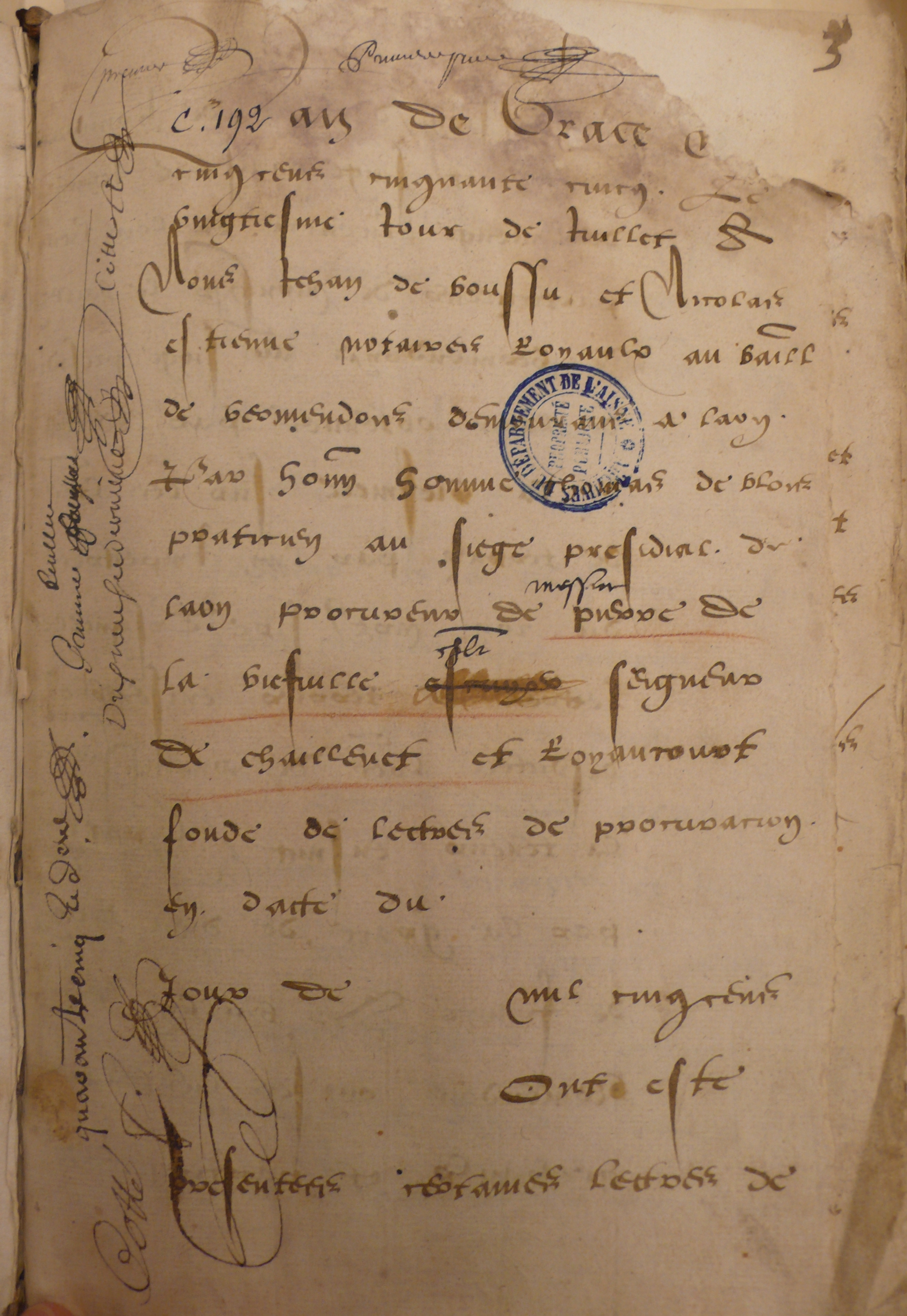
Première page du terrier de la Vieuville - archives de l'Aisne - Cote C192 -  Le 29 juillet 1554, devant le portail de l’Église, assisté des notaires royaux du bailliage du Vermandois, avec tous les habitants convoqués, Pierre fit procéder à l'inventaire de tous ses biens. [N 1]
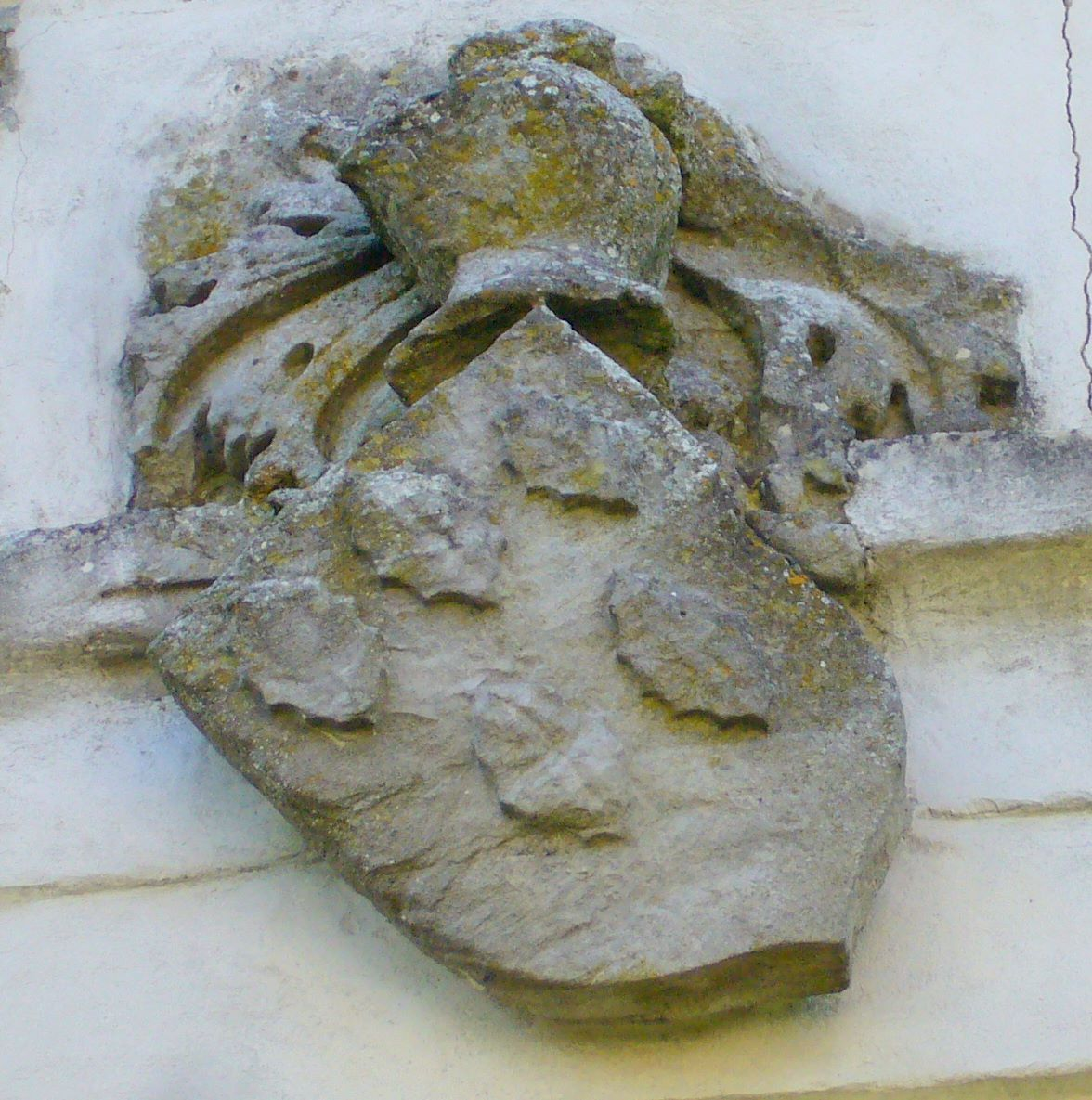
Blason de Pierre de la Vieuville (après 1510 - 1569), tel que visible sur le mur extérieur du colombier du Château

Pierre de La Vieuville  fit construire le château de Chailvet sous sa forme actuelle. 

 Titre(s)

Seigneur de Farbus (Pas-de-Calais), Royaucourt et Chailvet (Aisne), Montbavin et Montarcène, qui lui est adjugé le 29/10/1563, pour 1744 livres, 17 sols et 6 deniers. Il est aussi Seigneur de Givaudeau et Villemontry (Ardennes), il fut chevalier de l'ordre du Roi car reçu dans l'ordre de Saint-Michel(25/12/1567), distinction réservée à 36 seigneurs proches du roi Louis XI son créateur en 1469.
mariage(s) et enfants 

- Pierre de la Vieuville, épouse le 3 août 1539 Catherine de la Taste  († 25 janvier 1556) [7] auprès de laquelle il est inhumé dans le caveau des seigneurs de l'église de Royaucourt-et-Chailvet. De leur union sont nés :
  - Anne, † avant le 19 février 1570, épouse Michel d'Aumale, également chevalier de l'ordre, guidon (porte-étendard) à la compagnie de Claude de Lorraine, duc d'Aumale dès janvier 1563 lorsque celui-ci devient le nouveau chef du parti catholique,
  - Marie (religieuse à la Ferté-Millon),
  - Charlotte (1550- † après 1607), épouse Jacques de Courseulles en 1576, sieur de Saint-Remy, Saint-Illier le Bois, Cremain, Vaucouture, la Pressiére, les Rotilz, Blancafort, la Haye-Blanche(14 juillet 1588), Gentilhomme de la Chambre (5 mars 1569), chevalier de l'Ordre (4 mai 1569), enseigne à la compagnie Clermont-Tallart (janvier 1568- mai 1569), deuxième fils de Louis de Courseulles et de Jacqueline du Val-Saint-Illier.
  - Robert (qui suit),

Son beau-père François de La Taste avait quitté sa Gironde natale ravagée par les guerres pour s'installer à Laon comme grenetier, c'est-à-dire officier au grenier à sel, qui se trouvait à l'emplacement actuel du 21, rue Vinchon enter 1561 et 1574, lieu de jugement en première instance des différents relatifs aux gabelles. Sa belle-sœur Guillemette de La Taste avait épousé Adolphe de Lyons, seigneur de Sy (Ardennes). Les beaux-frères furent compagnons d'armes.
biographie succincte 

La carrière militaire de Pierre de La Vieuville est liée aux guerres contre Charles-Quint en Champagne puis aux débuts des guerres de Religion.
Pour mieux la comprendre, il est important de détailler au préalable l'environnement familial de sa mère Perrine de Saint-Waast. Celle-ci est en effet veuve de Jean, Seigneur de Haucourt et de Bazoches, qu'elle avait épousé le 23 novembre 1510. Il fut maître d'hôtel de la duchesse de Vendôme, Marie de Luxembourg. Ils eurent une fille, Marie, qui épousa Christophe d'Averhoult, (famille d'Averhoult), seigneur de Guyancourt. De cette union nait Robert d'Averhoult, seigneur de Tourteron, lieutenant de la compagnie d'ordonnance de Robert de la Marck, Duc de Bouillon. Robert épouse Isabelle de Joyeuse, fille de Robert de Joyeuse, comte de Grandpré, et de Marguerite de Barbançon.
Christophe d'Averhoult a également un frère, Guillaume, et ce dernier engendra notamment Antoine, seigneur de la Lobbe, enseigne de la compagnie d'hommes d'armes d'Henri-Robert de la Marck en 1567, et Jean, seigneur de Guyencourt, Lieutenant de 100 hommes d'armes de la compagnie  de Robert IV de La Marck.
C'est donc par tradition familiale que Pierre de la Vieuville rejoint ses cousins Robert et Jean au sein de cette même compagnie comme en témoignent les montres de l'époque, tels que relevées par Fleury-Vindry dans son dictionnaire des États-majors du XVIe siècle : guidon à la compagnie du maréchal Robert IV de La Marck (montre  du 15 octobre 1545)
Pierre de la Vieuville rejoint ensuite la compagnie d'Antoine de Bourbon, duc de Vendôme et roi de-Navarre (montres du 23/04/1552 et du 13/01/1560) où il acquiert le grade de lieutenant (montres du 22/05/1560 et du 5 aout 1561), année au cours de laquelle Antoine de Bourbon est nommé lieutenant-général du royaume. Ce dernier meurt en 1562, Pierre de la Vieuville perd ainsi un protecteur important.
Pierre de la Vieuville est nommé gouverneur de Mézières (aujourd'hui rattachée à Charleville-Mézières) le 5 mars 1564, c-à-d soit par Jacques de Clèves soit par sa sœur Henriette de Clèves, mariée au duc de Nevers. Or, par leur mère, ces derniers sont neveux d'Antoine de Bourbon, et Jacques a épousé la fille de Robert IV de la Marck. Cette nomination témoigne à la fois de la grande confiance de cette famille dans les capacités militaires et la fidélité de Pierre la Vieuville, Mézières étant alors une pièce maitresse dans la protection des biens des familles de la Marck et de Nevers  , et de la protection dont continue à bénéficier Pierre même après la mort de ces deux précédents protecteurs.
Pierre de la Vieuville prend le titre de capitaine de sa propre compagnie dite Vieuville-Chaillevet le 25/12/1567 . Il est également chargé de Reims, de Linchamps (actuel canton de Monterme) et du Rethelois. Partout, il veille avec minutie à l'adoption de mesures de sécurité rigoureuses dans les villes qui lui sont confiées (archives du Luxembourg, archives des Ardennes). Il occupe la charge de gouverneur de Mézières jusqu'en novembre 1569, date probable de sa mort. Le duc de Nevers intervient alors auprès du Roi pour transférer la charge à Robert de la Vieuville son fils .
Avant de poursuivre, il convient de remarquer deux faits :
1. toute sa carrière militaire s'est faite dans la période de lutte entre Charles Quint et Henri II. La cour de France devient au fil du temps le lieu de rencontre des opposants à l'Empereur, où "l'on côtoie des princes désireux de préserver l'indépendance politique de leurs possessions : Guise, Clèves, Farnèse, Este, La Marck [11] ; les batailles en Picardie et Champagne sont nombreuses : Meaux (1544), campagne d'Austrasie en 1552, destruction de Folembray (1553) par les Espagnols, campagne de Picardie et Saint-Quentin (1557).
2. Pierre de la Vieuville fut au service de deux grands militaires qui passèrent leur vie à guerroyer pour la France. Sa carrière témoigne a posteriori de son implication dans les combats menés par ces capitaines.

De ces quelques éléments biographiques, on perçoit à quel point Pierre de la Vieuville fut avant tout un militaire plus qu'un mécène. Le contraste entre la vie de l'homme et les caractéristiques si peu militaires du site en sont d'autant plus saisissantes.
Si l'on accepte l'idée d'une grande proximité entre Pierre de la Vieuville et Robert IV de la Marck, il parait alors possible que Pierre ait fait partie du voyage vers l'Italie en 1550 au moment de l'élection du pape Jules III. C'est pourquoi il est supposé que le château de Chailvet fut construit d'après un édifice que Pierre vit en Italie. La question de l'architecte reste entière, mais il convient de rappeler qu'à la même période, Jean Bullant construisait à 60 km de là le pont d'inspiration italienne pour le château de la fère, lieu de naissance d'Antoine de Bourbon.

### Robert de la Vieuville
(?- † 1612)
13 janvier 1573, gentilhomme de la chambre du roi Henri III de Navarre, futur Henri IV. Cette charge est réservée à un noble préposé aus offices intérieurs des services et des dépenses. La Vieuville arrive à la Cour quelques mois après le mariage du futur Henri IV, i.e. le 18 août 1572, ce mariage ayant été suivi cinq jours plus tard par le massacre de la Saint Barthélémy, qui fit trois mille morts dans Paris.

27 janvier 1574 - 19 février 1605, Charles IX le nomme lieutenant général en pays de Rethelois

22 avril 1580 - 31 janvier 1600, ambassadeur en Allemagne, et conseiller d'État

mars 1608 - 30 décembre 1609 Grand Fauconnier de France 

La Vieuville (moderne) : écusson écartelé aux 1 et 4, fascés d'or et d'azur de huit pièces, à trois annelets de gueules brochants sur la première et la deuxième fasce ; aux 2 et 3, d'argent à sept feuilles de houx d'azur posées 3, 5 et 1 (La vieuville ancien).

Blason de la maison d’O d’hermine au chef endenché de gueules

reçu dans l’ordre du Saint-Esprit le 2 janvier 1599.

Le Docteur A. Lapierre écrit de lui : « C'était un ambitieux ; il sut profiter de sa situation officielle pour assurer sa fortune et flatter les partis adverses, pour arriver à ses fins. On le vit tour à tour l'ami des ligueurs et des royaux ». 

Une étude plus détaillée lui a été consacrée par Laurent Bourquin dans son article « Comprendre une prise de parti au temps des guerres de Religion : la biographie de Robert de La Vieuville », Histoires de vies, Association des historiens modernistes, actes du colloque de 1994, Paris, 1996, p. 15-37 

Robert de La Vieuville serait inhumé, avec sa deuxième épouse Catherine d'O, dans l'église de Royaucourt et Chailvet  avec trois de ses enfants morts en bas âge (Pierre, Bastien, et Louise), sans que cela apparaisse dans les registres paroissiaux tenus seulement à partir de 1667. (Ne figurent pas dans ces registres les personnes décédées avant 1683).
Catherine d'O de Vérigny (née en 1555, † avant le 6 juin 1611), était la fille ainée de Charles II d'O, Seigneur de Vérigny, chevalier de l'Ordre du roi et de Jacqueline de Girard de Bazoches, dame de Frazé (Eure-et-Loir ) et surtout cousine germaine de François d'O, surintendant des finances et favori de Henri III.

### Charles de La Vieuville
(1582 - † 2 janvier 1653) 

Ce très important personnage fut deux fois surintendant des finances sous Louis XIII puis, après avoir disgracié et remplacé par Richelieu, il fut rappelé aux affaires par Mazarin. Cf. article qui lui est consacré.
Il écrivit plusieurs lettres à Chailvet. 

le 17 février 1612, Robert avec son fils Charles, firent une donation aux frères minimes pour la création d'un couvent à Royaucourt.

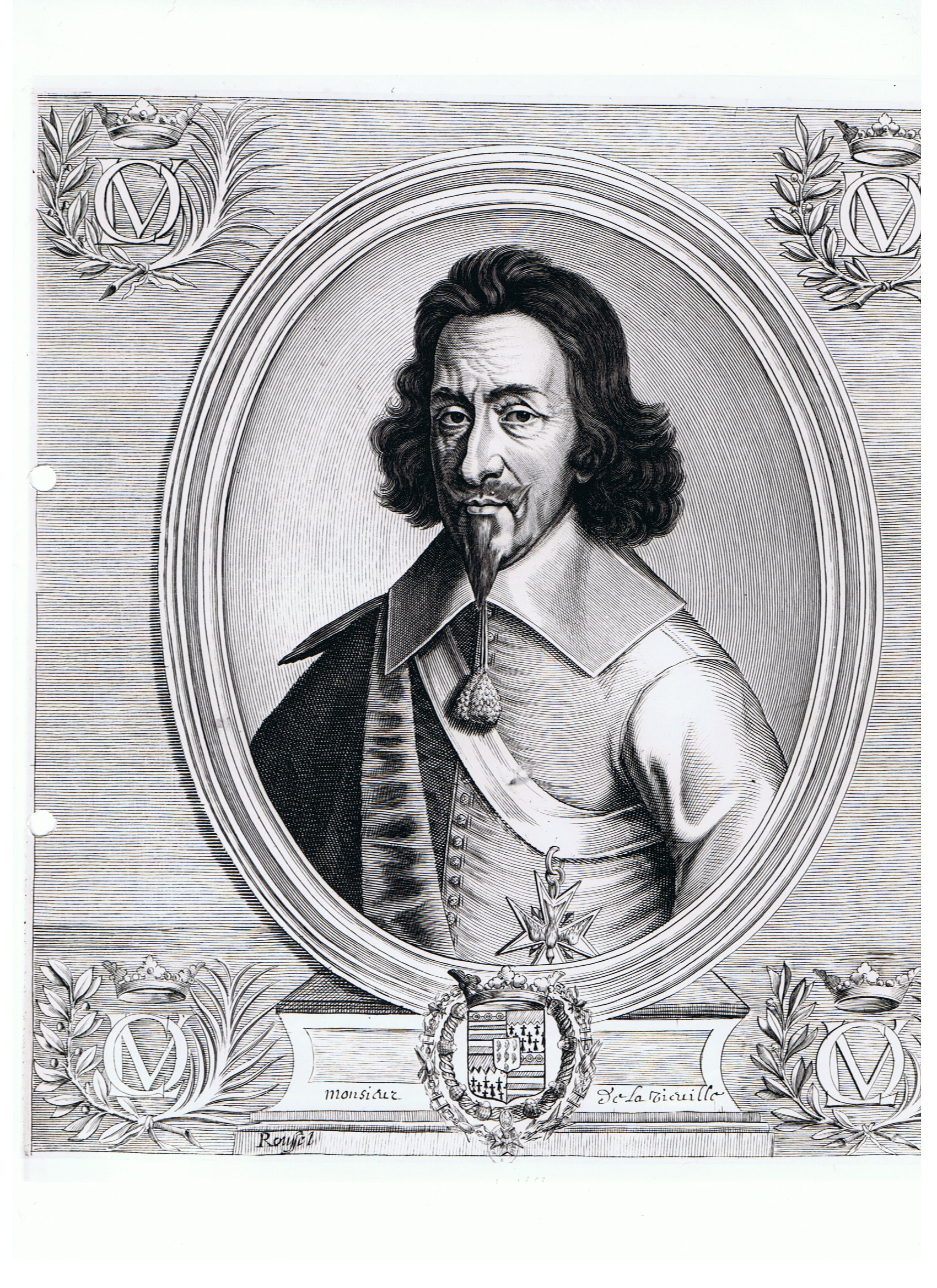
Portrait de Charles Ier de la Vieuville, gravé par Paul Roussel, graveur, éditeur et imprimeur à Paris de 1605 à 1647
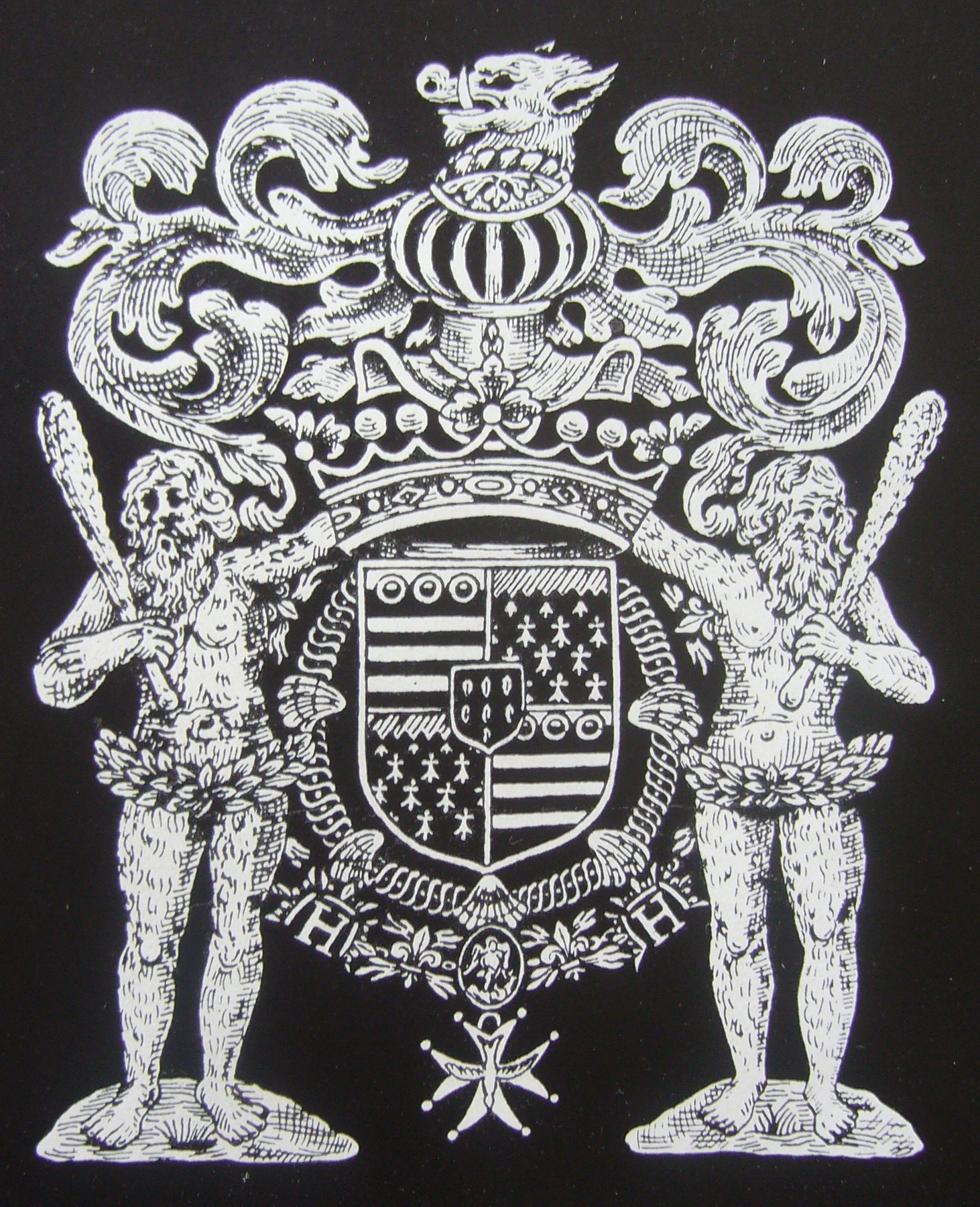
Fer de Reliure du Duc Charles Ier de la Vieuville L'écu est entouré des colliers des ordres royaux, il est soutenu par deux sauvages velus, une massue sur l'épaule ; il est sommé d'une large couronne de marquis que surmonte un énorme casque avec ses lambrequins et une hure de sanglier pour cimier.

### Charles II de La Vieuville
v. 1616 - 2 février 1689 

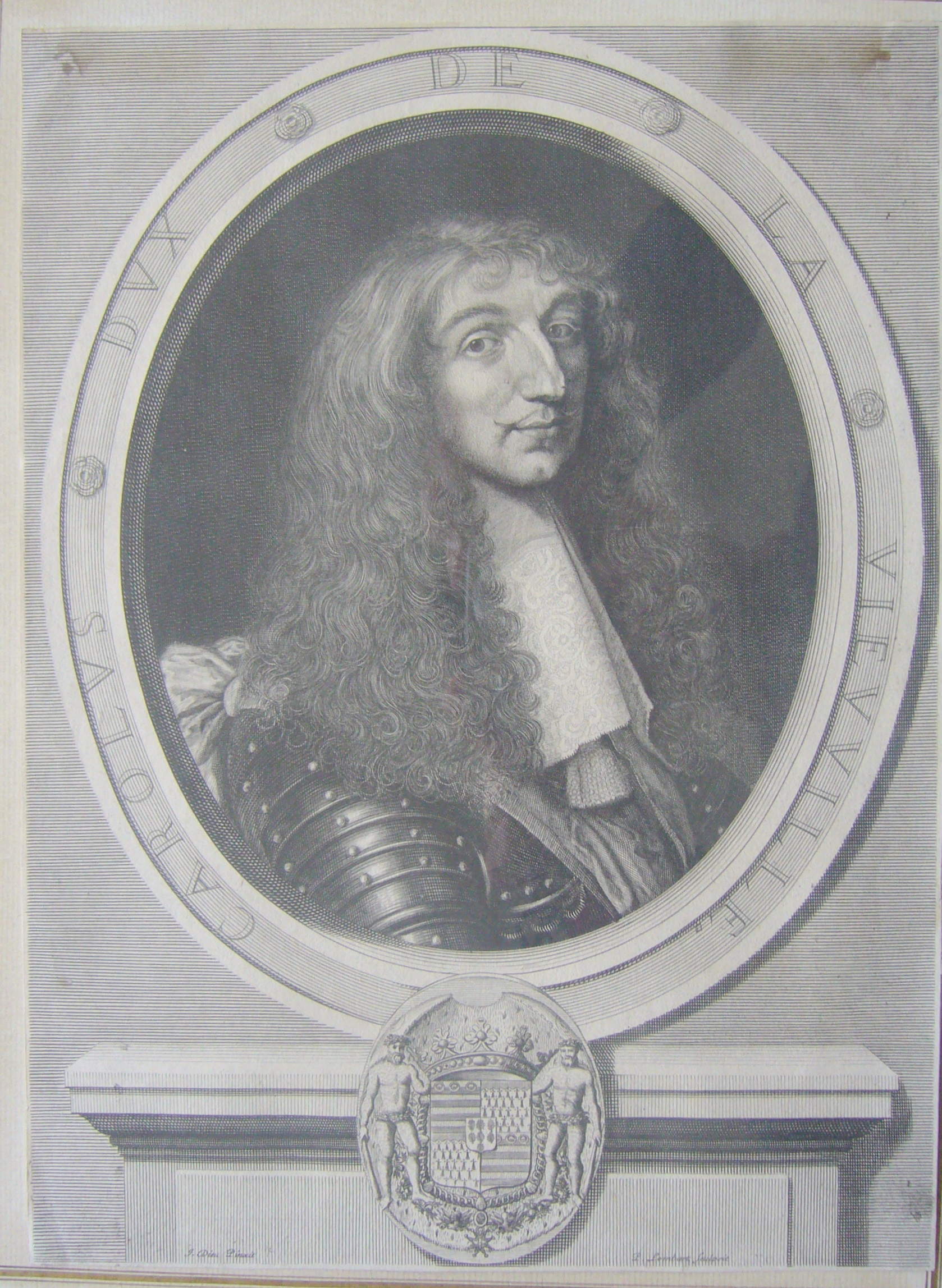
Charles II de la Vieuville, peint par Jean Dieu (Paris vers 1658 - 11 juillet 1714) et gravé par Pierre Lombard (Paris 1612 - 30 octobre 1682)

fils du précédent, il fut également un très haut personnage de la cour de France. Cf. article qui lui est consacré. 

duc de La Vieuville, pair de France 

D'abord destiné à l'Église, il se démit de l'abbaye de Savigny en faveur de son frère Charles François pour embrasser la carrière des armes.
Le roi le nomme Gouverneur du duc de Chartres Philippe d'Orléans le 29 avril 1686 , puis Chevalier d’honneur de la reine le 13 janvier 1670.Cf. article qui lui est consacré 

Pour répondre à une saisie féodale, Charles II rendit hommage à l'évêque de Laon pour sa seigneurie de Chailvet le 14 juin 1659. Il vendit le château et la terre le 29 mai 1666 à Claude Parat, riche bourgeois de Soissons par contrat passé devant Gallois et Desnos, notaires au Châtelet de Paris, le 29 mai 1666. Pierre Parat, fils de Claude, rendit hommage à l'évèque de Laon au nom de son père, pour le fief de Chailvet le 20 juillet 1666. La famille Parat et ses descendants ont conservé la propriété jusqu'en 1817  

### René-François, Marquis de La Vieuville
18 février 1652 - 9 février 1731

Fils ainé de Charles II de La Vieuville, René-François fut le dernier seigneur de Chailvet du nom de la Vieuville. Il fut chevalier d'honneur de la Reine en 1676, colonel du régiment de Navarre par commission du 17 février 1677, et gouverneur du Poitou, à la suite de la démission de son père. Cf. article qui lui est consacré.

## de 1817 à 1924, les témoignages photographiques de la famille Brunel
Quelques photographies de l'époque permettent de suivre l'architecture du château au cours du XIXe siècle.

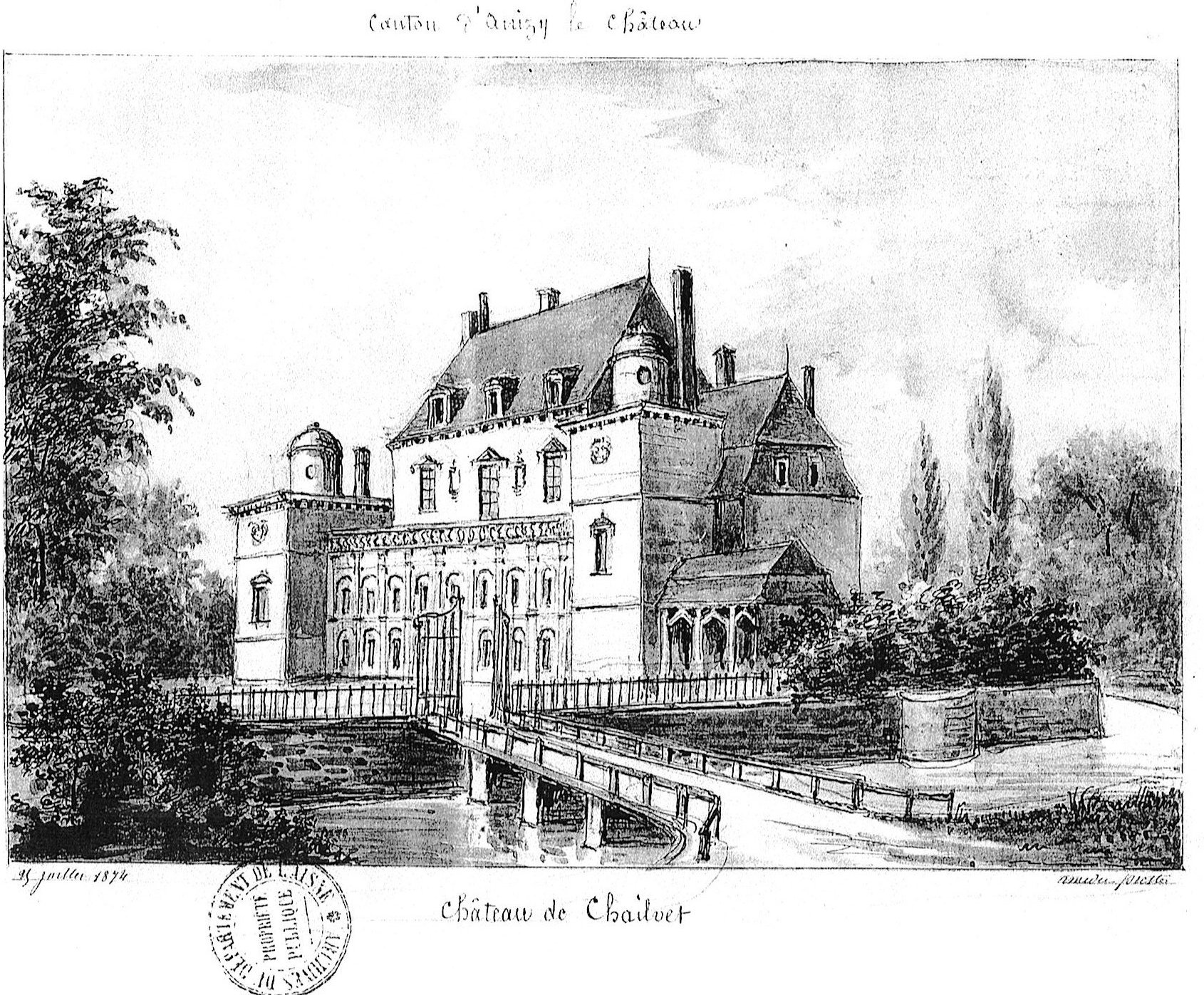
Représentation d'artiste du château de Chailvet en 1874
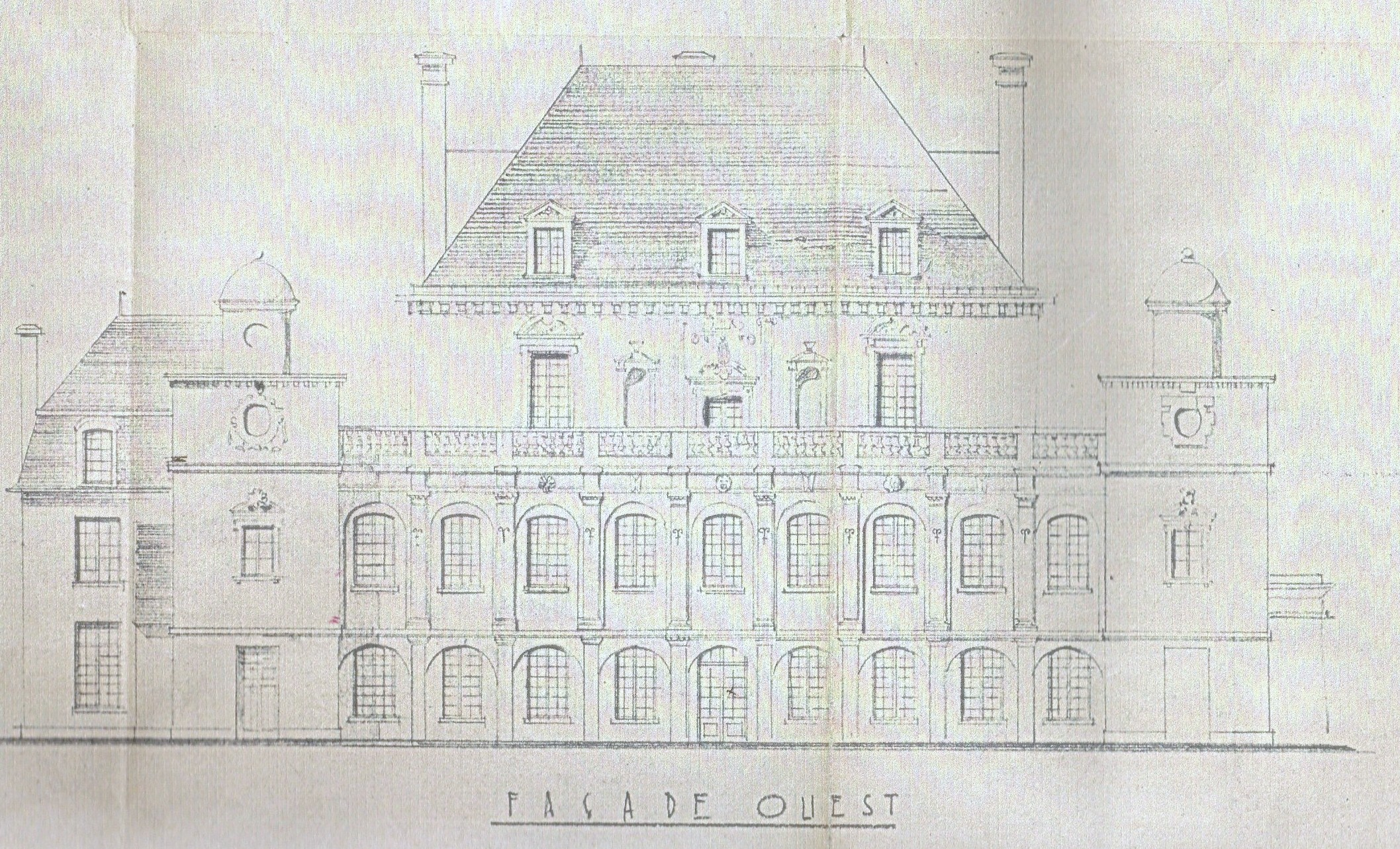
Relevé de la façade Renaissance avant 1914
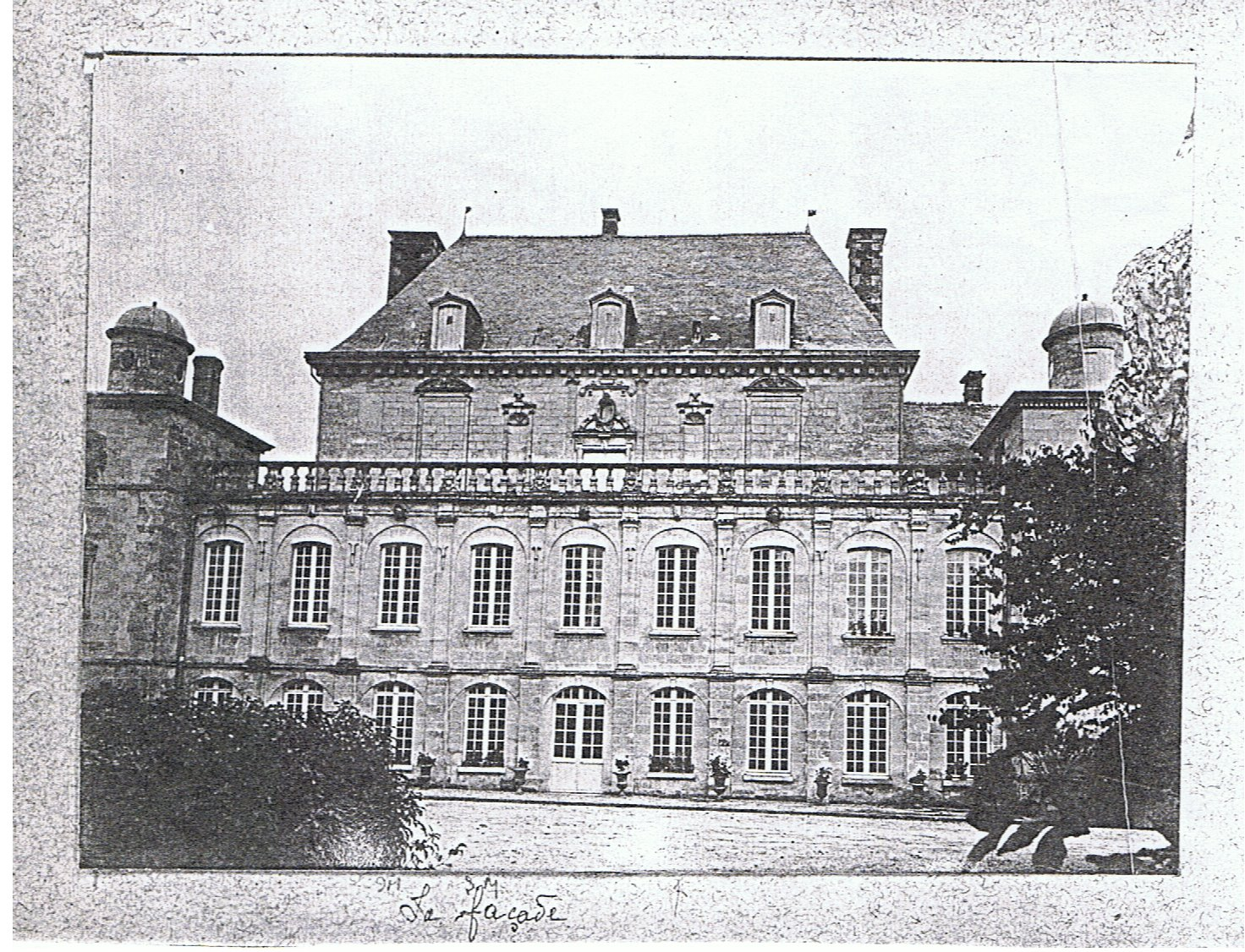
Façade Nord, époque Renaissance, avant 1914
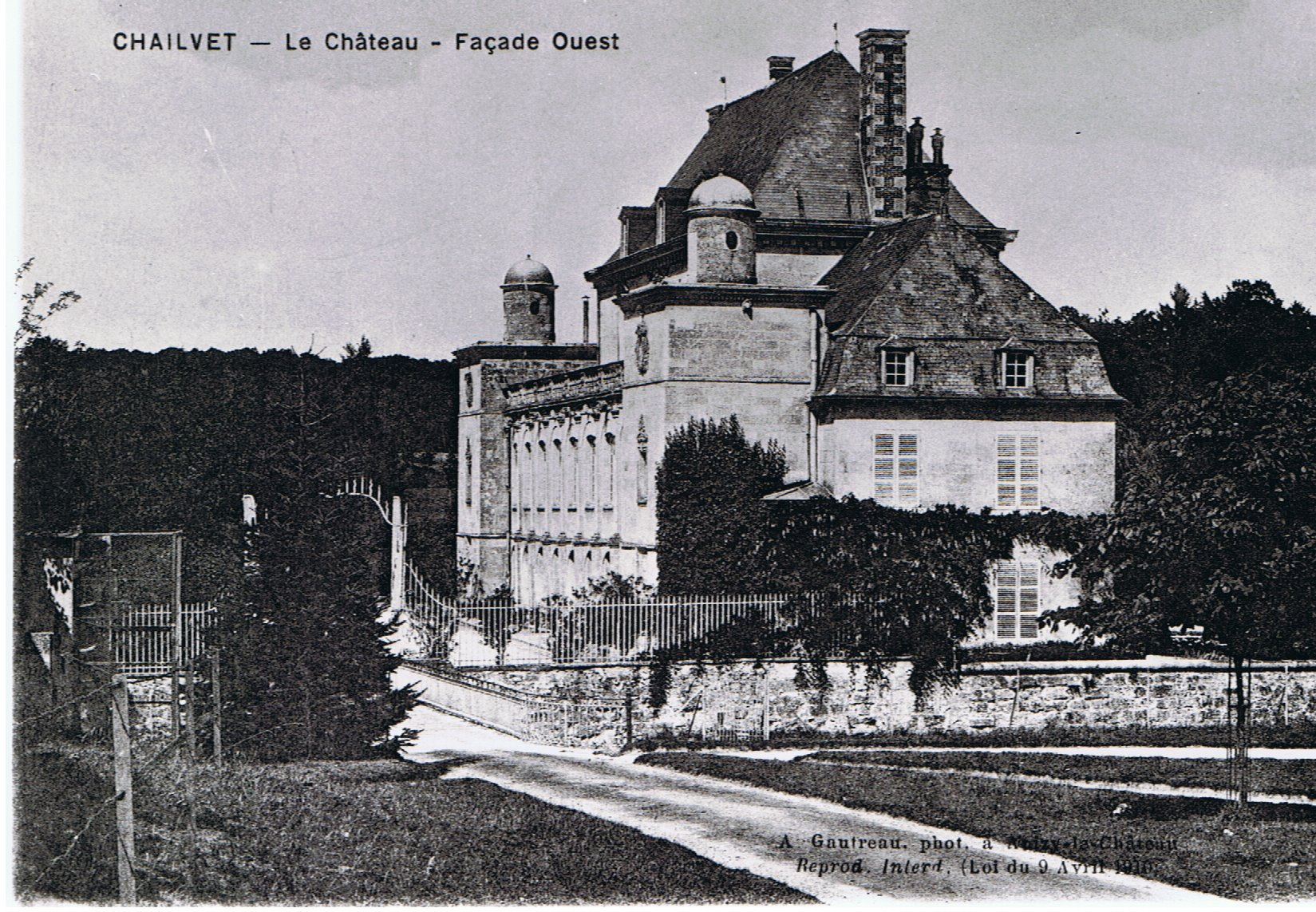
Vue côté Ouest
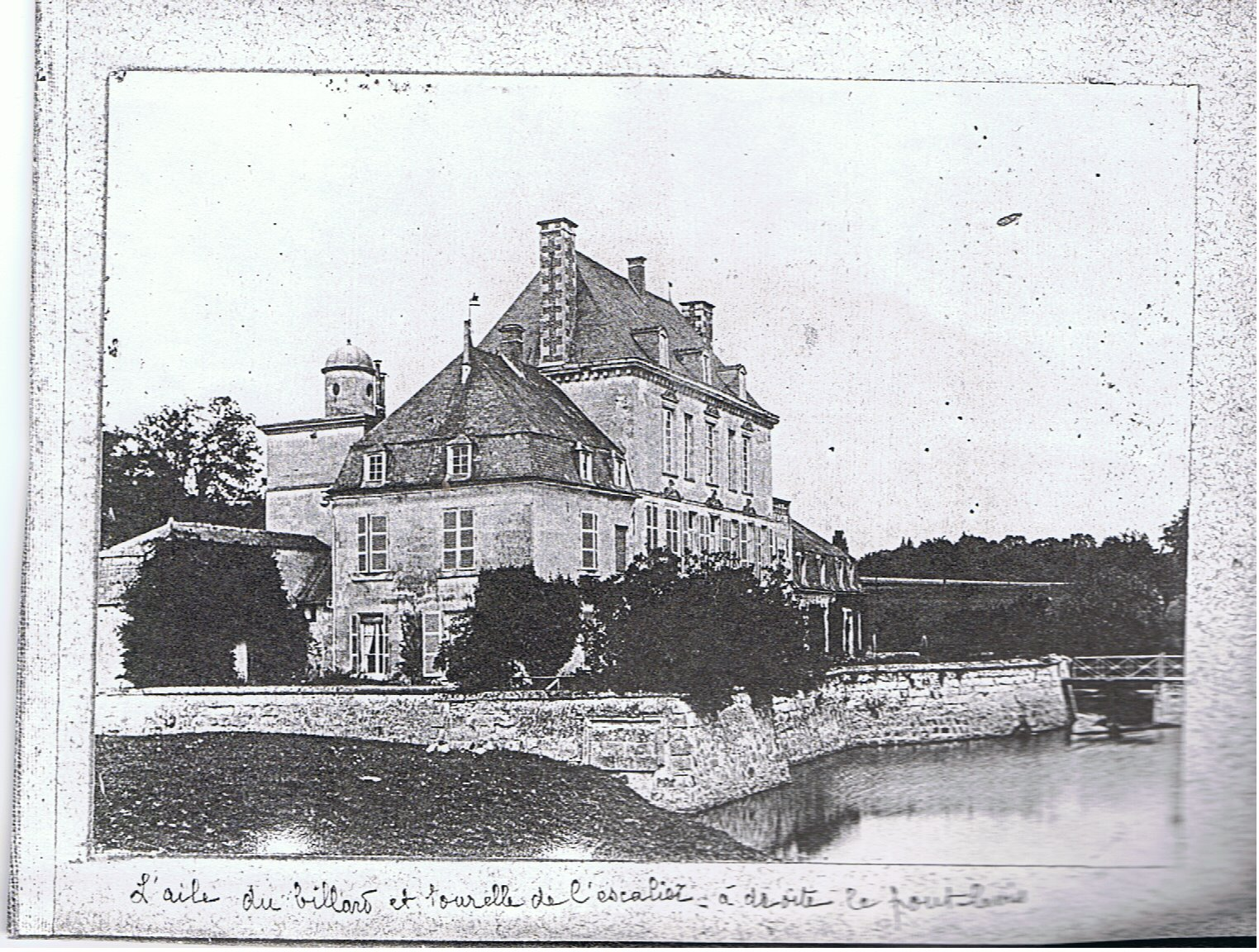
Vue côté Ouest no 2
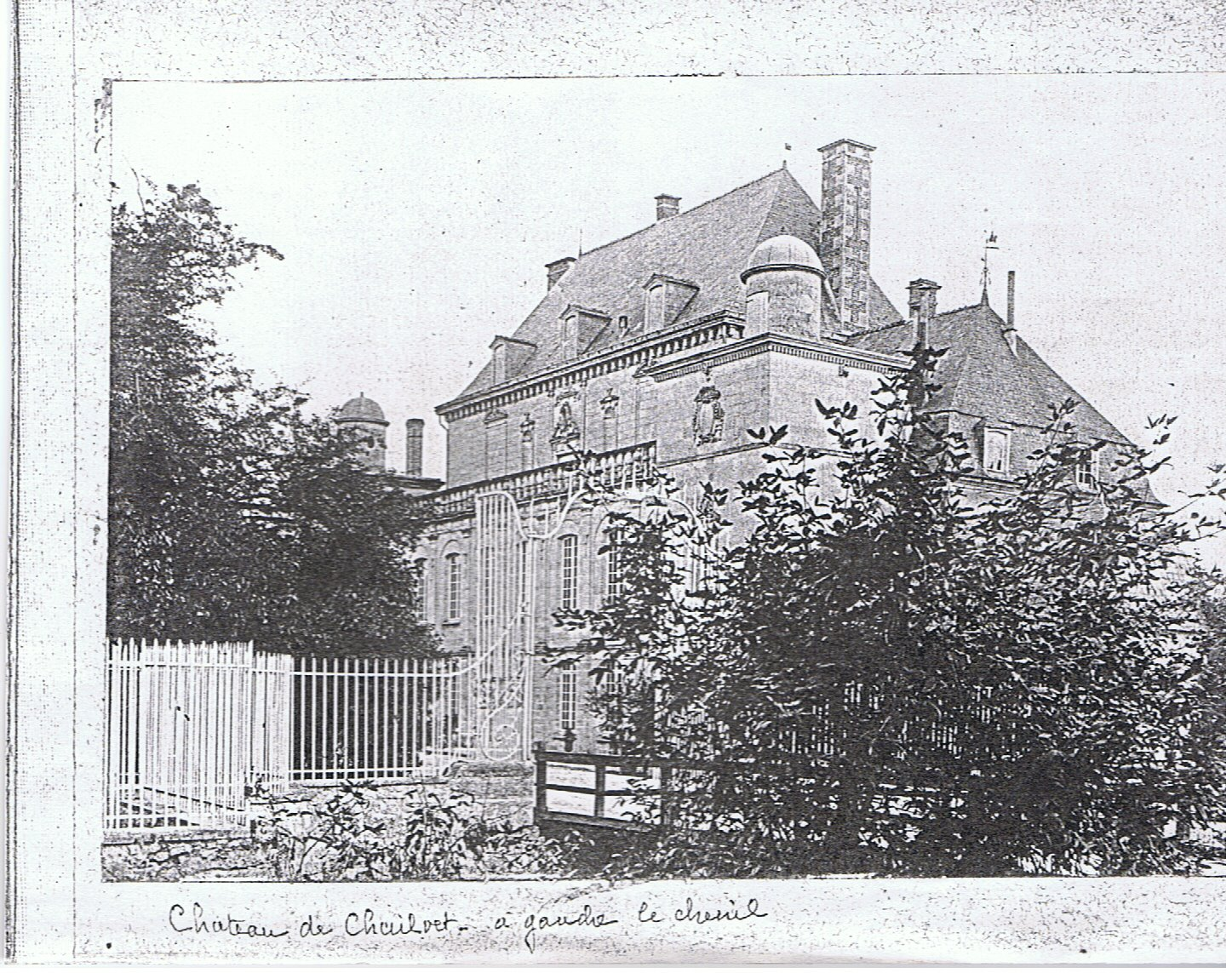
Vue côté Ouest no 3
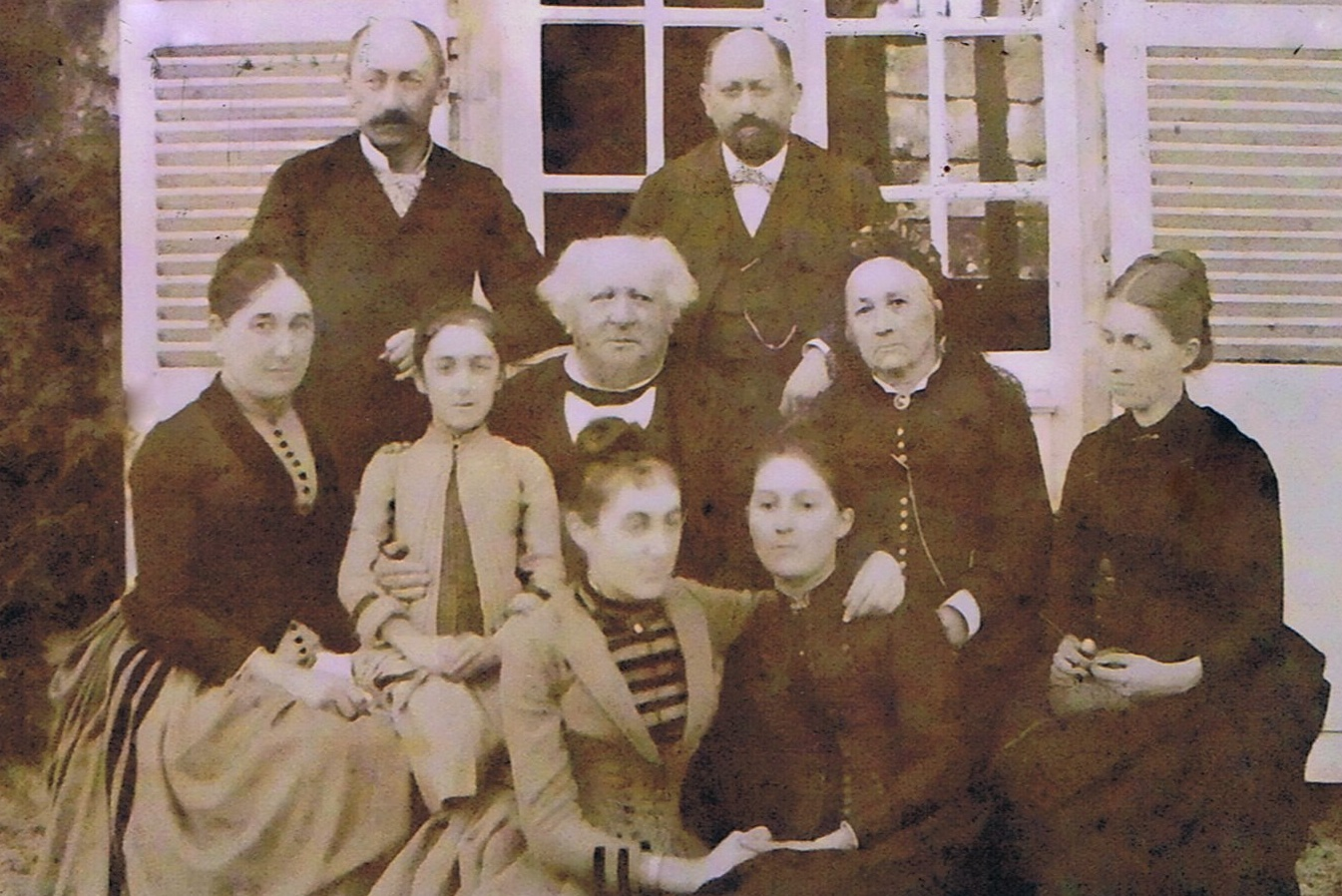
Famille Brunel vers 1880 : de gauche à droite : dernier rang Léon Brunel et Paul-Gustave Brunel, deuxième rang : Madame Léon Brunel, Gustave-Alexandre Brunel, sa femme, Mademoiselle Suzanne, Marguerite et Cécile Brunel

## Le lourd tribut des deux guerres mondiales

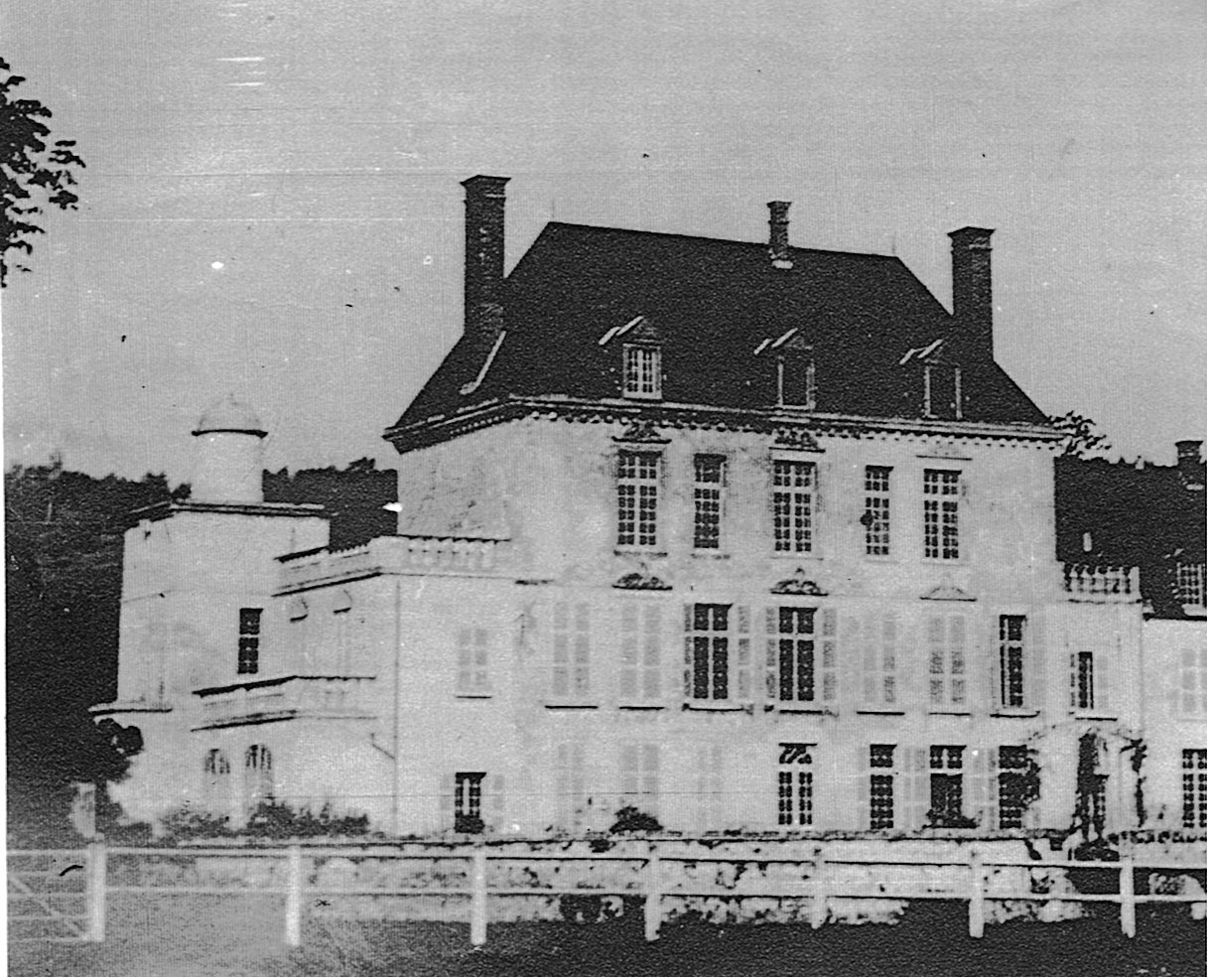
vue de la façade Sud aujourd'hui complètement disparue, photo prise dans l'entre deux-guerres
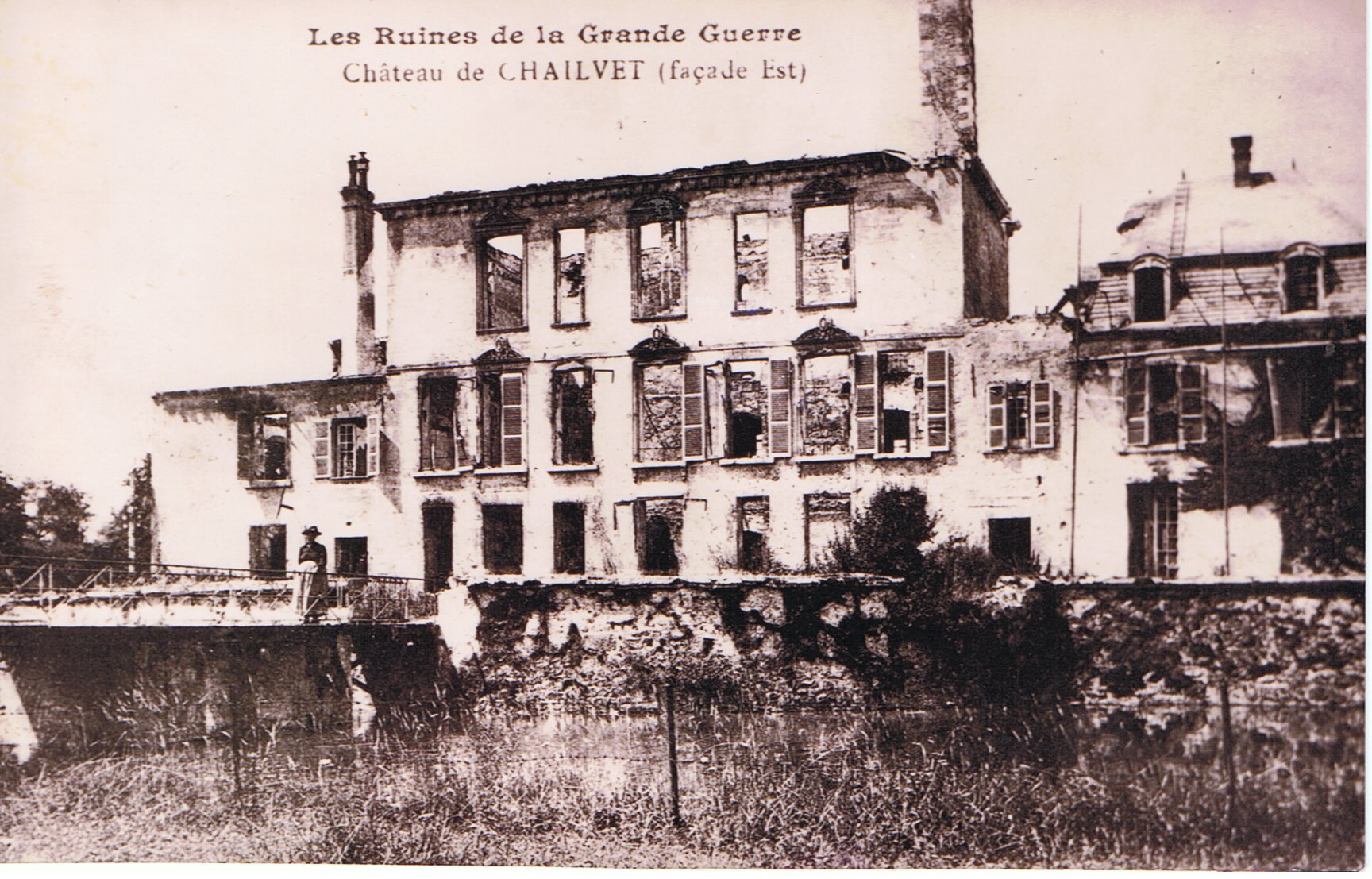
Ruines du château après la première guerre mondiale

Le château a payé un lourd tribut aux deux guerres mondiales. L'aile nord du XVIIe siècle avait déjà complètement disparu. Au cours de la Première Guerre mondiale, des obus ont provoqué la destruction de l'aile sud et de la partie centrale. L'intérieur de la partie centrale a été complètement refait en 1922-1923, planchers et combles compris. Le colonel Huin s'adressa en 1924 aux architectes Ermant et Noullet pour des travaux qui n'ont pas eu lieu. L'architecte Ermant réalisa en 1927 la partie sud, avec l'entrepreneur Bardin. En 1935, monsieur Sourmais fait cuveler les caves ; la première : (6,50 mètres par 5,50 mètres) ; la deuxième : (9,50 mètres par 5,50 mètres) par l'entreprise Romano de Soissons.
De mai à juillet 1940, le château est occupé par l'armée allemande, et sert d'infirmerie, puis de lieu de stockage de marchandises diverses et d'objets inflammables tels que des couvertures militaires. Le 28 août 1944, la formation Heeres Verpflegung Stelle de Laon, fuyant devant les armées alliées, placèrent trois mines dans les murs de la cave qui avaient été arrosées d'essence. Puis ils se retirèrent jusqu'à la maison du jardin, près de la porte d'entrée du parc, avant de faire sauter les mines par commande électrique. La force de l'explosion a été telle que des morceaux du comble ont été projetés à environ 200 mètres.
Les dommages de guerre, représentant 254 495 nouveaux francs réglés le 14 février 1961, permirent de construire deux habitations de type F3 accolées au reste de la façade.
Le dossier de Chailvet fut successivement confié aux architectes suivants :
- Gaston Mercier et André Degremont, de Laon ;
- André Rimbert, architecte à Chavignon à partir de 1948 ;
- Georges Nore, architecte à Faucoucourt et Anizy à partir de 1959. Il dresse tous les plans et les travaux seront achevés en décembre 1960, à partir du permis de construire no 13877 du 26 juin 1959 et de plans du 10 mai 1959.

- 17 mars 1924, Georges Louis Marie Sourmais, (11 avril 1888 à Caudry (Nord)- 4 décembre 1962, banquier à Saint-Quentin, achète le château et son domaine[16]. Marié le 9 avril 1912 avec Henriette Suzanne Rochatte (22/01/1892 Saint-Quentin - 22/9/1957) ils eurent deux enfants, Jacques Cyril Ernest et Simone Amélie Louise (29/4/1913 à Saint-Quentin - 21/3/1975 à Paris), puis devenu veuf en 1957, il se remarie avec Suzanne Julia de Mussan. La lecture de l'acte de vente laisse supposer que le château est en très mauvais état après guerre (pour mémoire, les deux autres châteaux avoisinants ont été rasés par les combats) : les immeubles vendus ne sont pas décrits et les conditions assortis à la vente précisent que les immeubles seront pris "dans leur état actuel sans pouvoir élever aucune réclamation pour quelque cause que ce soit", ce qui est fort surprenant pour un acte de vente d'une telle propriété.

## La restauration du site commence en 1981

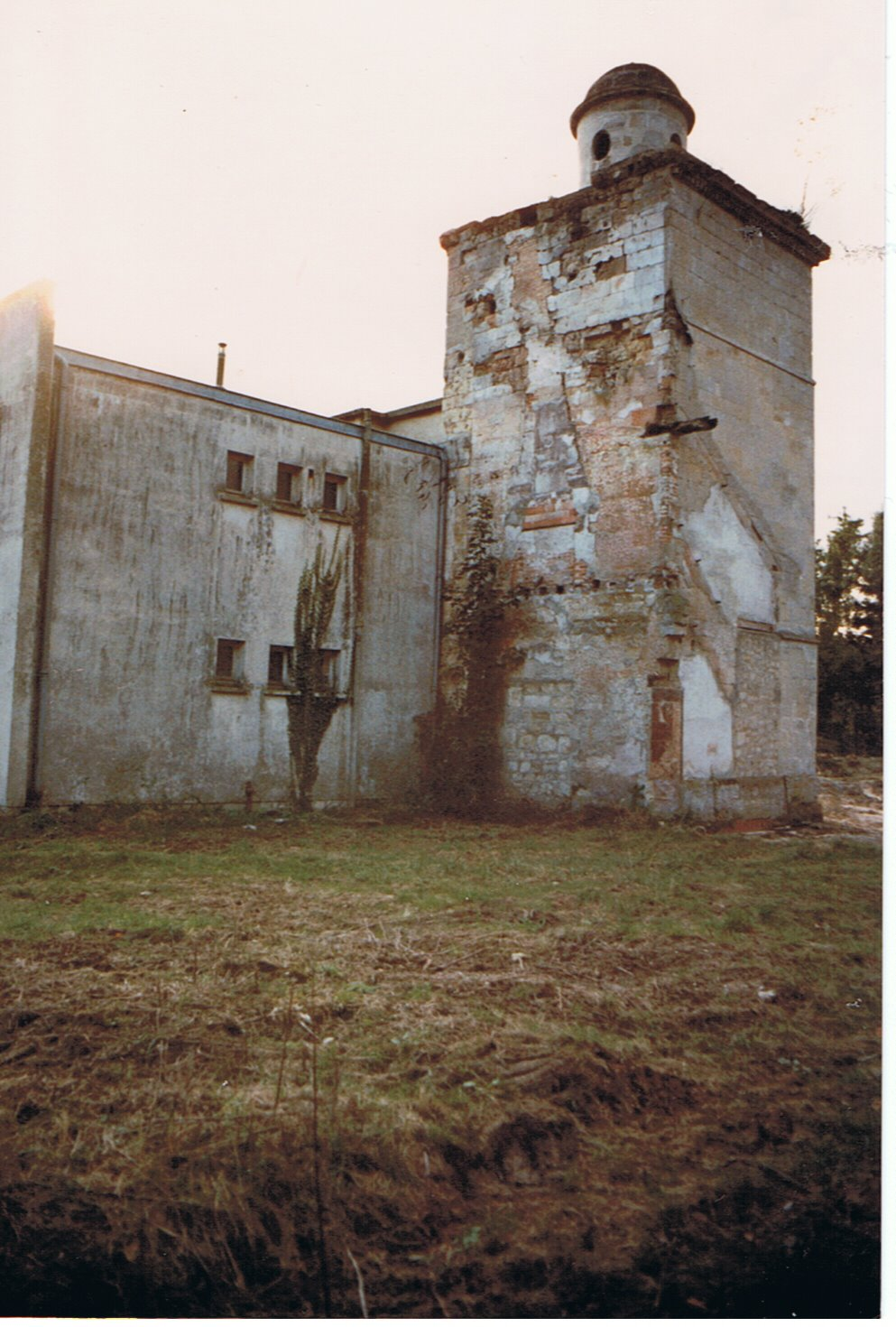
vue de la tour Est en 1981.
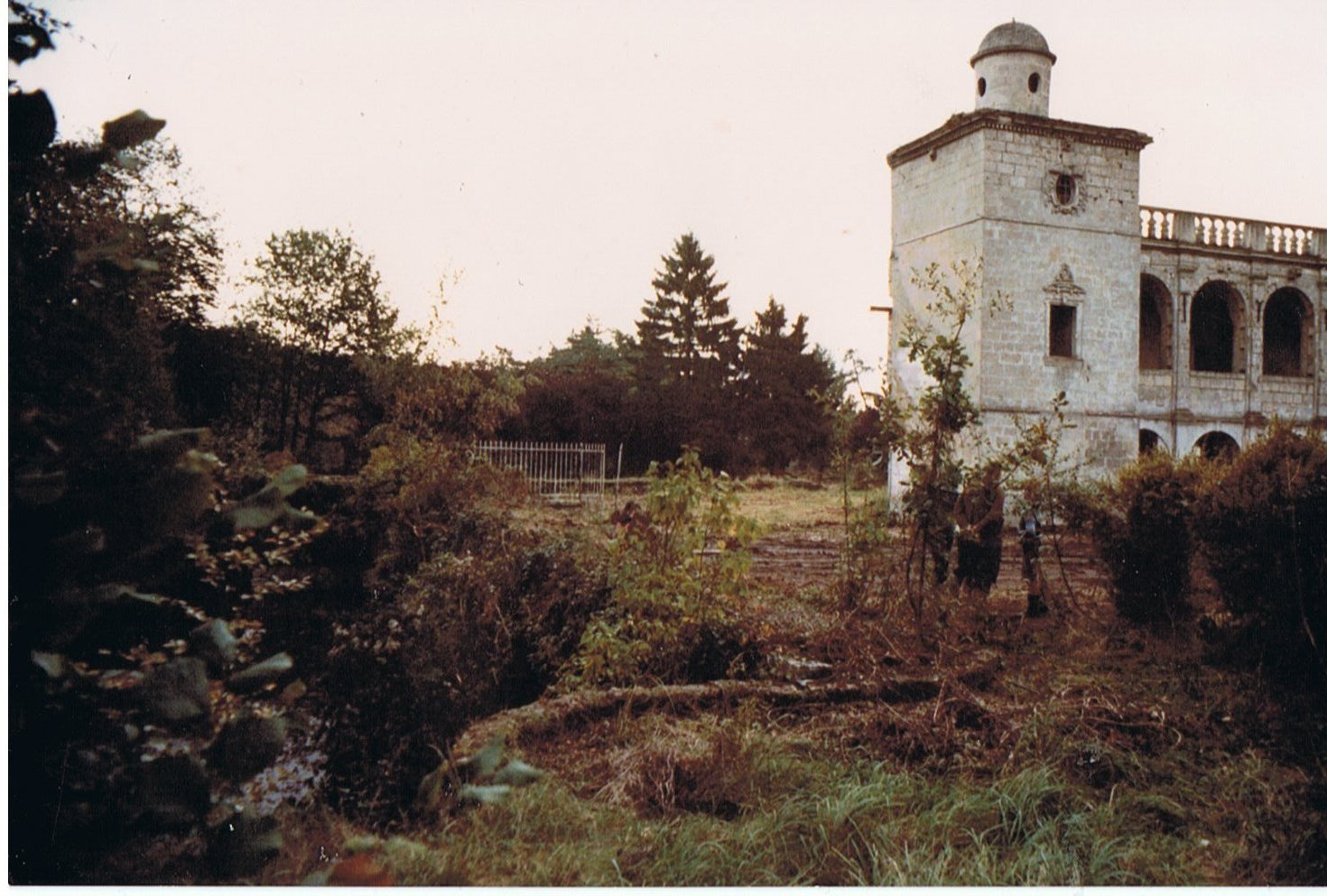
vers 1985
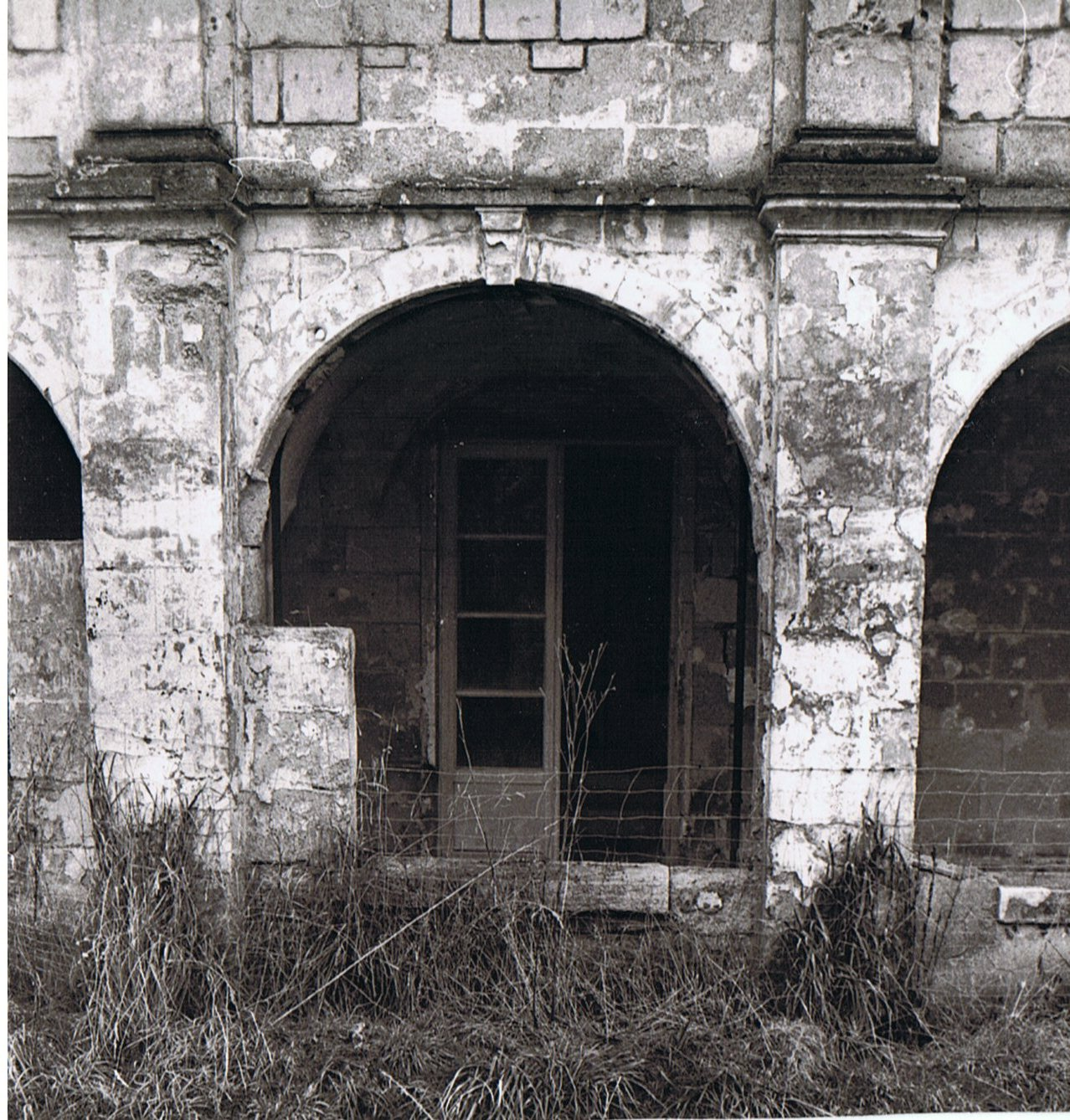
porte d'entrée du château en 1981
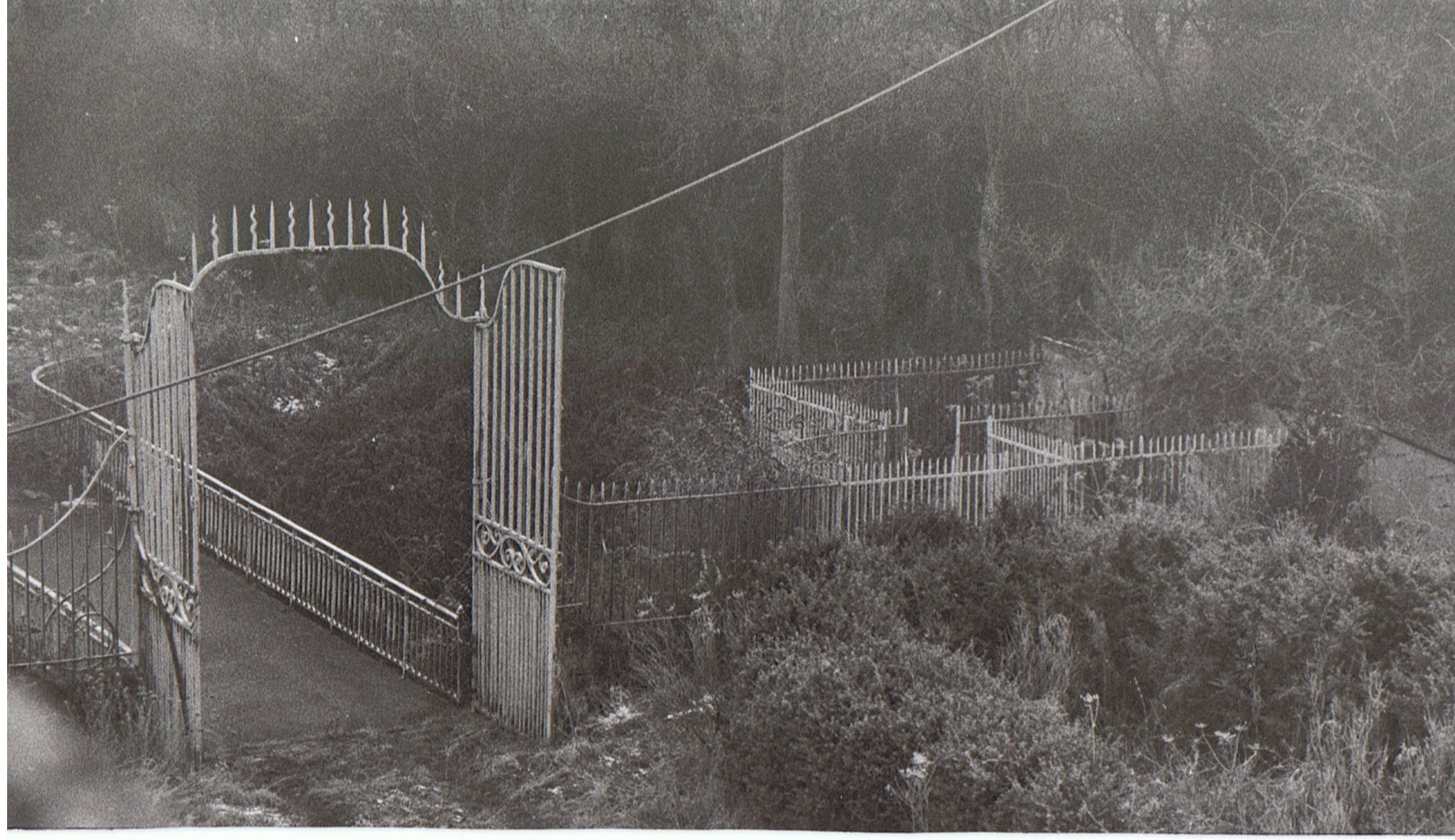
la grille d'entrée en 1981
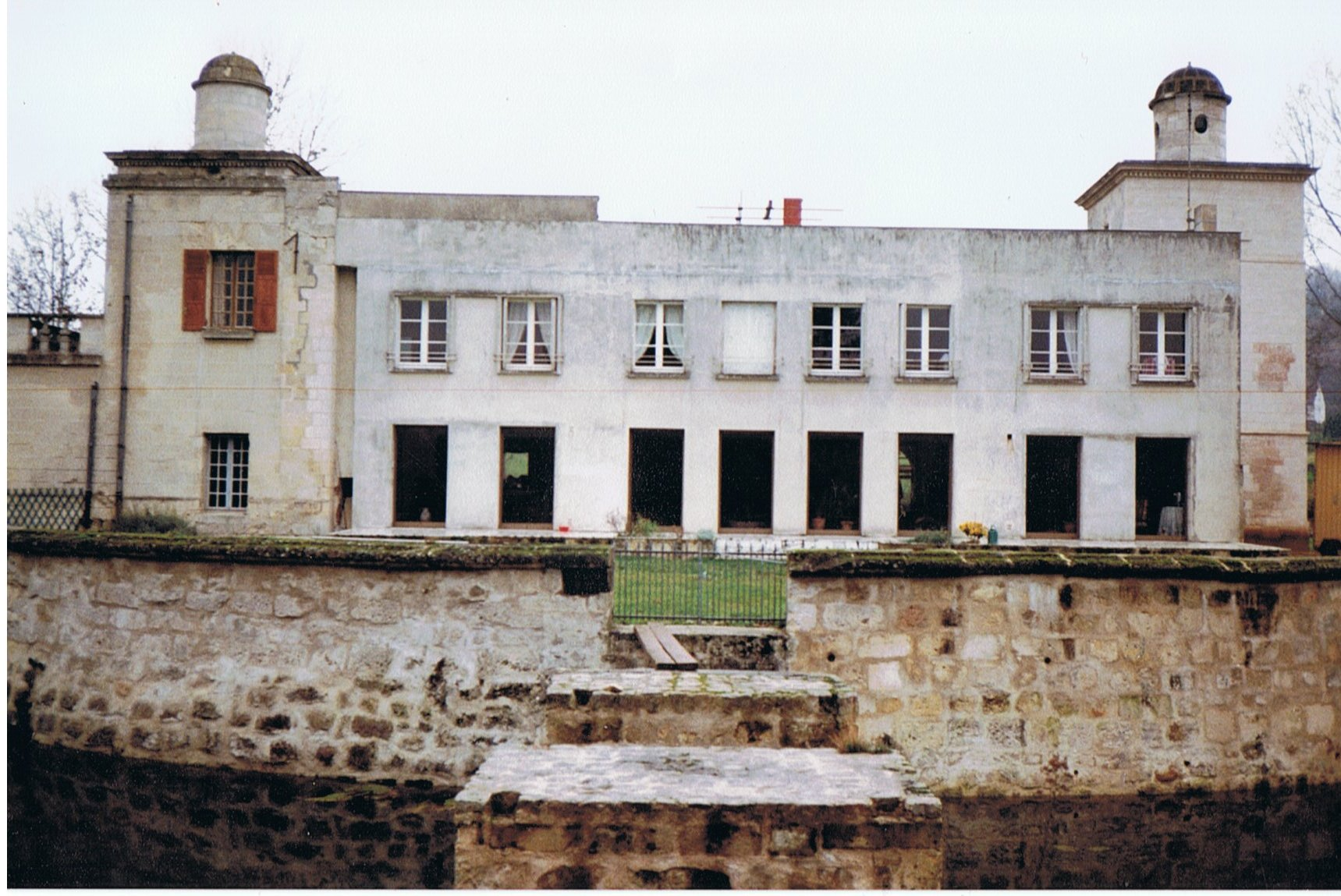
partie reconstruite après la seconde guerre mondiale, photo vers 1990
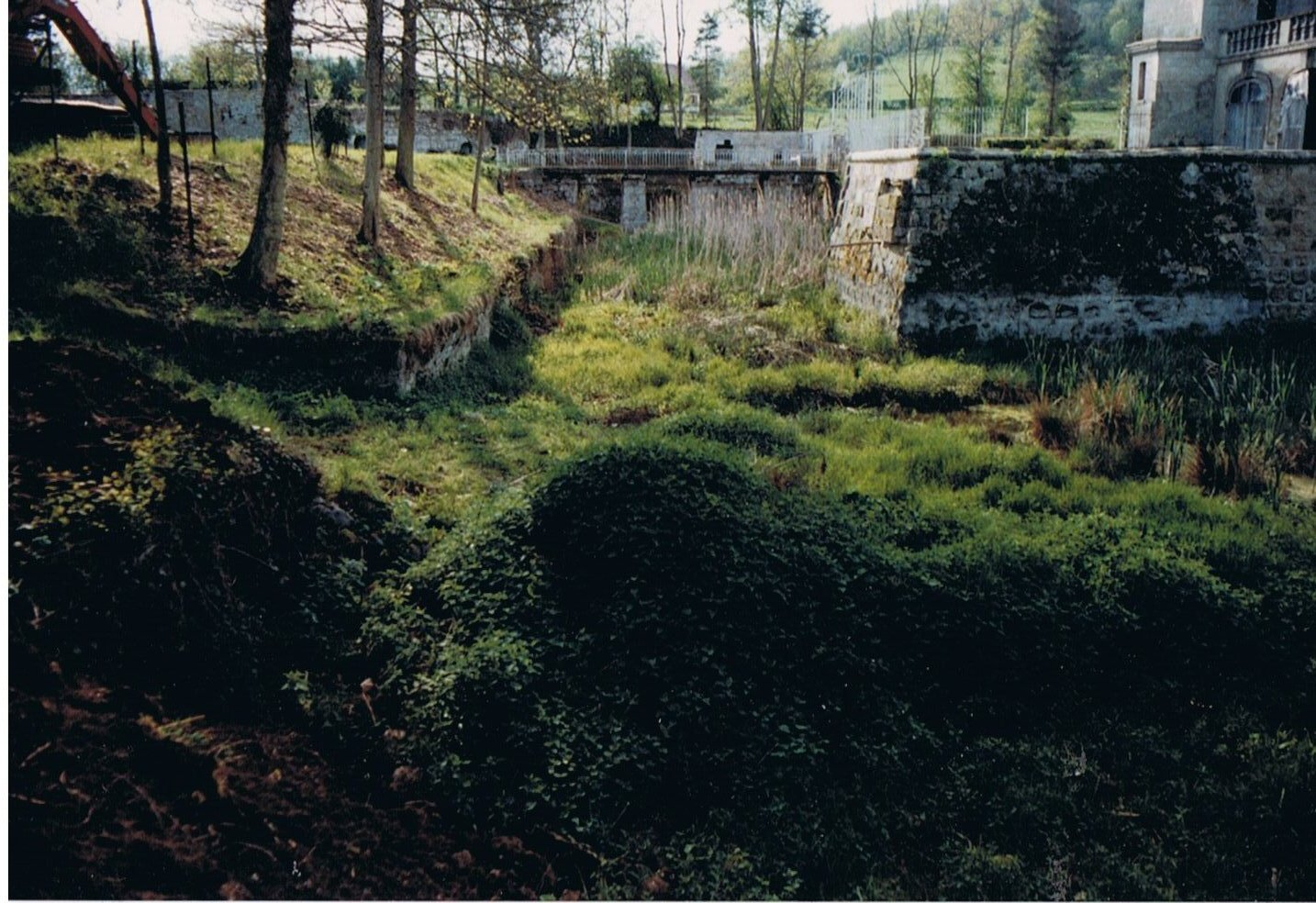
douves, vers 1985

En 1981, le château seul fut vendu à Patrick et Muriel de Buttet qui obtiennent le classement du bâtiment comme monument historique et se lancent dans les travaux de restauration.
En 2010, Cette restauration de l'édifice entreprise sous la direction d'Alain Gigot, ancien architecte en chef des Monuments Historiques, est en voie d'achèvement : seuls la galerie du premier étage et la cave nécessitent encore de lourds travaux

## Armoiries
Les armoiries relevées sont précisées afin d'éviter toute confusion entre familles.